# Dambach-la-Ville
Pour les articles homonymes, voir Dambach (homonymie).
Dambach-la-Ville (prononcé [dɑ̃bak la vil] ; traditionnellement [dambax]) est une commune française située dans le département du Bas-Rhin en région Grand Est et, depuis le 1er janvier 2021, dans la collectivité européenne d'Alsace.
Ses habitants sont appelés les Dambachois.
Elle se trouve dans la région historique et culturelle d'Alsace.

## Géographie

### Localisation
La commune est située au pied des Vosges, sur la route des vins d'Alsace entre Blienschwiller et Scherwiller ; elle fait partie de l'arrondissement de Sélestat-Erstein et du canton de Barr.
Dambach-la-Ville se trouve à 50 km au sud de Strasbourg (chef-lieu du département), à 10 km  au nord de Sélestat et 31 km au nord de Colmar (chef-lieu du Haut-Rhin).

### Communes limitrophes
| Reichsfeld        | Blienschwiller           | Epfig     |
| Saint-Pierre-Bois | Dambach-la-Ville         | Ebersheim |
|                   | Dieffenthal, Scherwiller |           |

### Géologie et relief
Hydrogéologie et climatologie : Système d’information pour la gestion de l’Aquifère rhénan, par le BRGM :
Territoire communal : Occupation du sol (Corinne Land Cover); Cours d'eau (BD Carthage),
Géologie : Carte géologique; Coupes géologiques et techniques,
 Hydrogéologie : Masses d'eau souterraine; BD Lisa; Cartes piézométriques.

### Sismicité
La commune est située dans une zone de sismicité modérée (niveau 3).

### Hydrographie

#### Réseau hydrographique
La commune fait partie du bassin versant du Rhin au sein du bassin Rhin-Meuse.
Elle est arrosée par plusieurs ruisseaux : la Scheer, le Langenthal, le Viehgraben, le Rothen,,.
La Scheer, d'une longueur de 40 km, prend sa source dans la commune de Scherwiller et se jette dans l'Andlau, affluent de l'Ill, à Fegersheim.

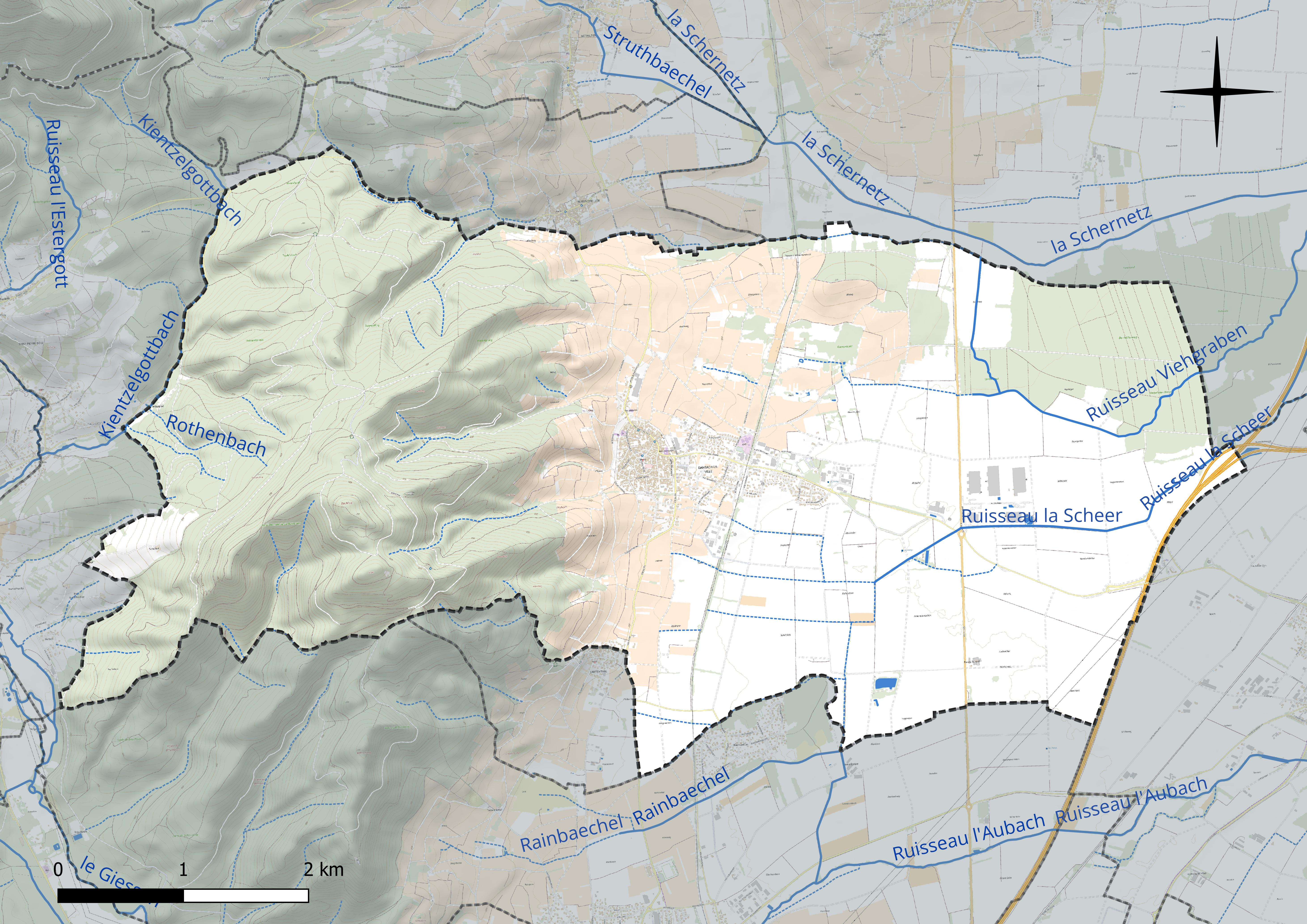
Réseau hydrographique de Dambach-la-Ville.

#### Gestion et qualité des eaux
Le territoire communal est couvert par le schéma d'aménagement et de gestion des eaux (SAGE) « Giessen Liepvrette ». Ce document de planification concerne les bassins versants du Giessen et de la Lièpvrette. Son périmètre s’étend sur 317 km2. Il a été approuvé le 13 avril 2016. La structure porteuse de l'élaboration et de la mise en œuvre est le Syndicat des eaux et de l'assainissement Alsace Moselle.
La qualité des cours d’eau peut être consultée sur un site dédié géré par les agences de l’eau et l’Agence française pour la biodiversité.

### Climat
Pour des articles plus généraux, voir Climat du Grand Est et Climat du Bas-Rhin.
Le climat de la commune est de type climat des marges montargnardes, selon une étude de 2010 du Centre national de la recherche scientifique s'appuyant sur une série de données couvrant la période 1971-2000.
Pour cette période, la température annuelle moyenne était de 10,6 °C, avec une amplitude thermique annuelle de 17,9 °C. Le cumul annuel moyen de précipitations était de 672 mm, avec 8 jours de précipitations en janvier et 9,8 jours en juillet.
En 2020, Météo-France a publié une typologie des climats de la France métropolitaine selon laquelle la commune est exposée à un climat semi-continental et se trouve dans une zone de transition entre les régions climatiques « Vosges » et « Alsace ».
Pour la période 1991-2020, la température moyenne annuelle observée à la station météorologique (Météo-France) la plus proche, « Selestat Sa » (commune de Sélestat) située à 7 km à vol d'oiseau, était de 11,4 °C et le cumul annuel moyen de précipitations de 621,1 mm. 
La température maximale relevée sur cette station est de 39,3 °C, atteinte le 13 août 2003 ; la température minimale est de −17 °C, atteinte le 20 décembre 2009,,.
Les paramètres climatiques de la commune ont été estimés pour le milieu du siècle (2041-2070) selon différents scénarios d'émission de gaz à effet de serre à partir des nouvelles projections climatiques de référence DRIAS-2020. Ils sont consultables sur un site dédié publié par Météo-France en novembre 2022.

### Voies de communications et transports

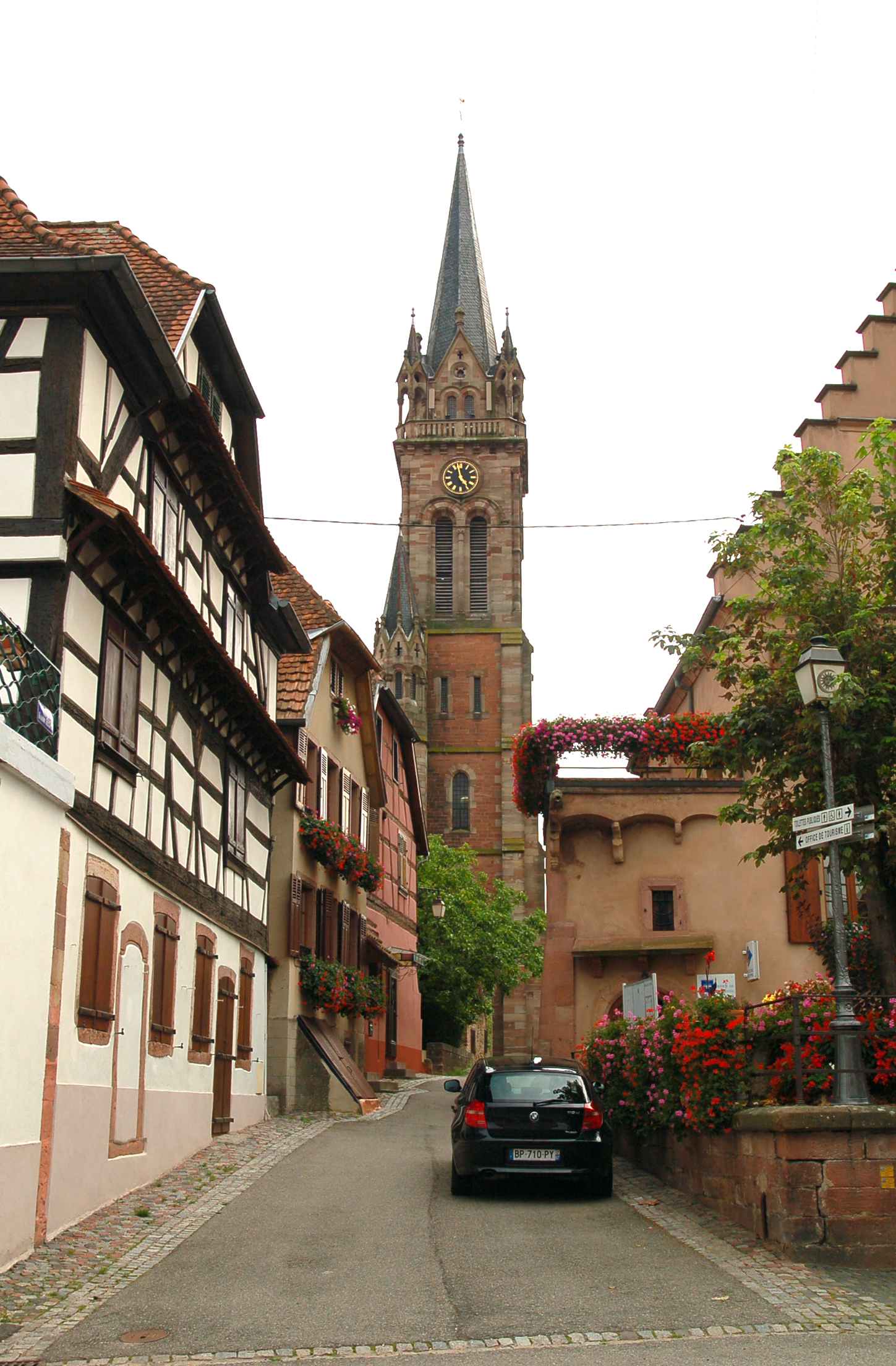
Rue du Général-Geismar.

#### Voies routières
La commune est longée à l'est par l'A35 (autoroute des Cigognes ou l'Alsacienne) reliant Strasbourg à Colmar, Mulhouse et Bâle : les échangeurs les plus proches sont ceux d'Erstein (n° 14) et d'Ebersheim (n° 15)
Elle est traversée à l'est du bourg par la route départementale 1422 qui relie Strasbourg à Colmar. Le bourg est traversé par la RD35 qui relie Eichhoffen à Scherwiller et par la D210 qui le relie à Ebersheim en traversant la D1422 et l'autoroute A35.

#### Chemin de fer
La commune est pourvue d'une gare, située sur la ligne de Sélestat à Saverne, ouverte en 1877 (à l'époque du Reichsland d'Alsace-Lorraine), aujourd'hui desservie sous forme de point d'arrêt à accès libre par des trains TER Grand Est.
Gares proches :
- Gare de Scherwiller.
- Gare d'Epfig.
- Gare d'Ebersheim.
- Gare d'Eichhoffen

#### Transports
- Transports en Alsace.
- Fluo Grand Est.

## Toponymie
- Tambacum, 1125 ;
- Tanbach, 1135 ;
- Tambascum, 1190 ;
- Tamboch, 1192.

## Urbanisme

### Typologie
Au 1er janvier 2024, Dambach-la-Ville est catégorisée bourg rural, selon la nouvelle grille communale de densité à sept niveaux définie par l'Insee en 2022.
Elle appartient à l'unité urbaine de Dambach-la-Ville, une unité urbaine monocommunale constituant une ville isolée,. Par ailleurs la commune fait partie de l'aire d'attraction de Sélestat, dont elle est une commune de la couronne,. Cette aire, qui regroupe 37 communes, est catégorisée dans les aires de 50 000 à moins de 200 000 habitants,.

### Occupation des sols
L'occupation des sols de la commune, telle qu'elle ressort de la base de données européenne d’occupation biophysique des sols Corine Land Cover (CLC), est marquée par l'importance des territoires agricoles (49 % en 2018), en diminution par rapport à 1990 (50,2 %). La répartition détaillée en 2018 est la suivante : forêts (46,1 %), terres arables (28,9 %), cultures permanentes (17,2 %), zones agricoles hétérogènes (2,9 %), zones urbanisées (2,6 %), zones industrielles ou commerciales et réseaux de communication (2,3 %), prairies (0,1 %). L'évolution de l’occupation des sols de la commune et de ses infrastructures peut être observée sur les différentes représentations cartographiques du territoire : la carte de Cassini (XVIIIe siècle), la carte d'état-major (1820-1866) et les cartes ou photos aériennes de l'IGN pour la période actuelle (1950 à aujourd'hui).

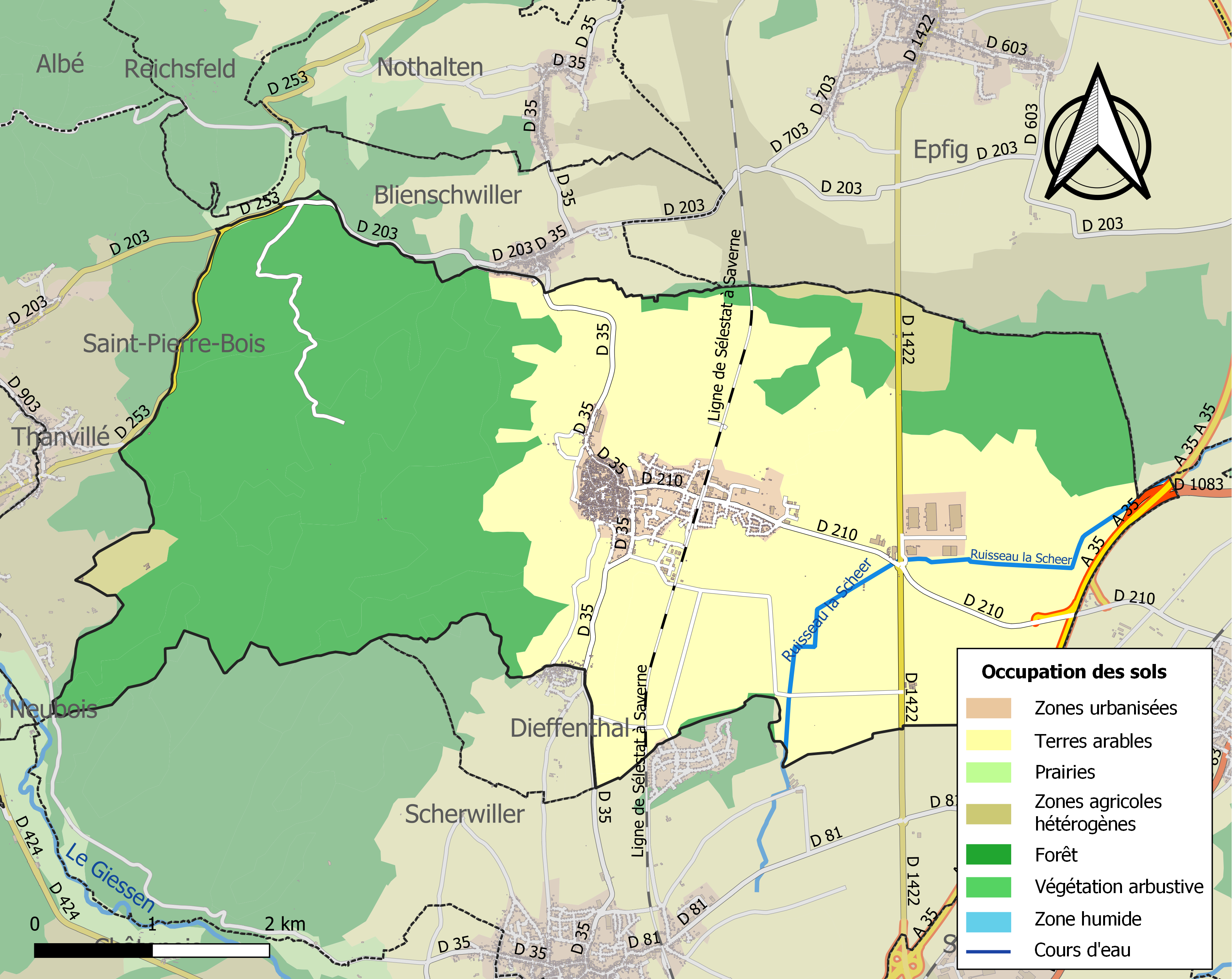
Carte des infrastructures et de l'occupation des sols de la commune en 2018 (CLC).

## Toponymie
Le nom provient probablement d'une ancienne habitation gallo-romaine, avec un nom en -acum.
La traduction de Dambach par « ruisseau des sapins » est une fausse étymologie (sapin se dit Tanne en allemand).[réf. nécessaire]

## Histoire

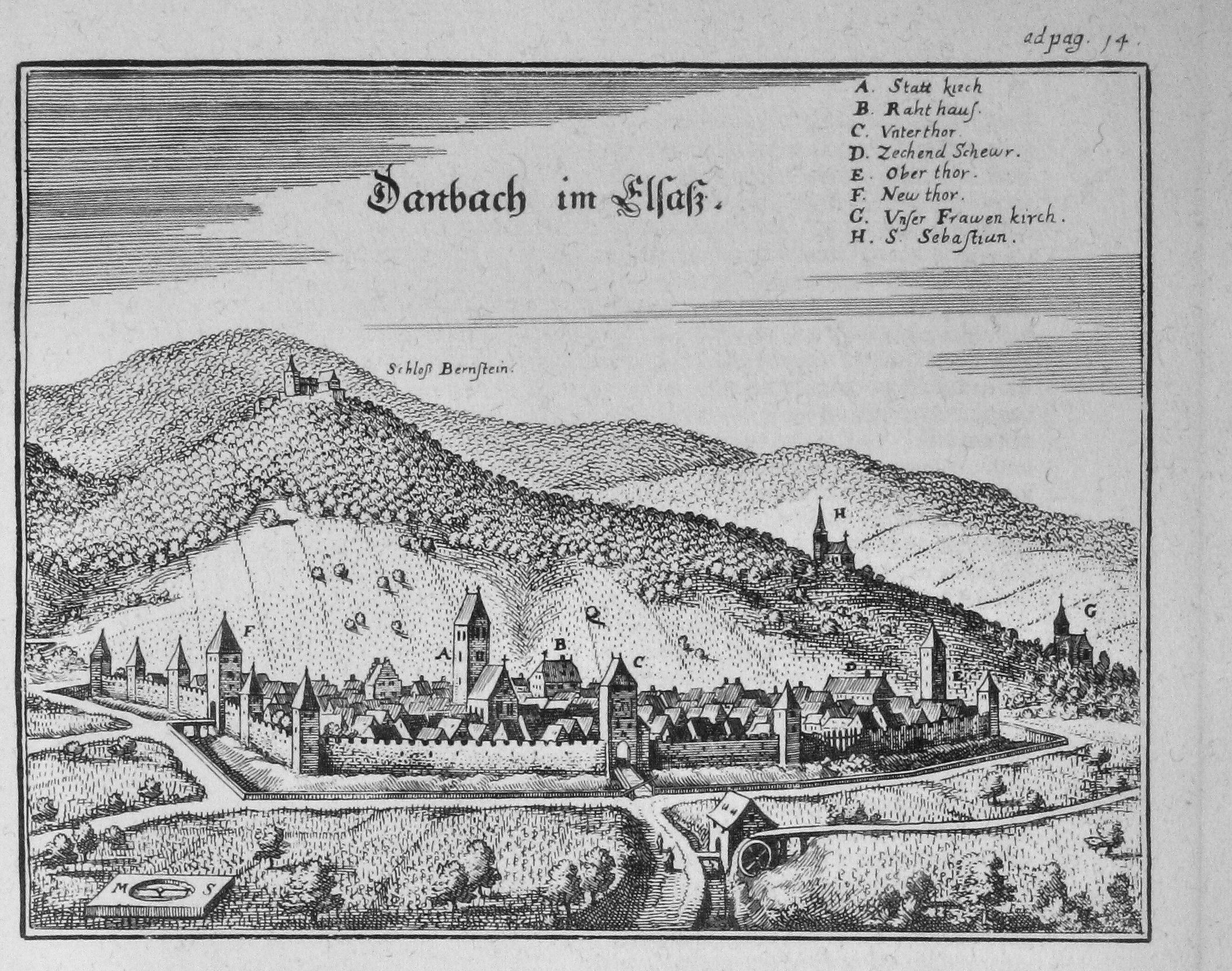
Vue de la ville en 1663 (Matthaüs Merian).

Origine

### Antiquité
C'est alors probablement le site d'une habitation gallo-romaine.

### Moyen Âge
Le château du Bernstein est cité pour la première fois vers 1009  est l'une des plus anciennes forteresses d'Alsace, voire la plus ancienne.

C'est vers 1125 qu'apparaît la première fois le nom du village sous la dénomination de Tambacum. Au  XIIIe siècle, l'évêque de Strasbourg Berthold Ier de Teck, seigneur des lieux depuis 1225 environ, fait absorber par Dambach, récemment fortifiée, les deux villages aujourd'hui disparus d'Altenwiller et d'Oberkirch. La chapelle Saint-Sébastien mentionnée en 1285 est l'ancienne église paroissiale du village disparu d'Oberkirch qui était village important situé sur un large éperon. Au XIIIe siècle l'église Saint-Étienne est construite sur l'emplacement d'une ancienne église.
Le rempart
La construction d'un rempart en pierre débute en 1323 et s'achève sous le règne de Berthold II de Bucheck (1328-1353), évêque de Strasbourg. Le village est élevé au rang de ville.
Le siège des Armagnacs
En 1444, lors de l'invasion par les Armagnacs, Dambach est assiégée et obligée de se rendre après une opiniâtre résistance. Pour empêcher sa destruction, l'évêque de Strasbourg envoie au dauphin deux beaux chevaux. Lors de ce siège, le futur Louis XI est blessé au genou par une flèche.
Culture de la vigne
Depuis le Moyen Âge, la culture de la vigne se développe sur la commune qui possède aujourd'hui l'un des plus grands vignobles d'Alsace.

### Époque moderne (1492-1789)
Révoltes paysannes (1493-1526)
En 1493, lors de la révolte emmenée par le schultheiss de Blienschwiller Jakob Hanser, des habitants de Dambach participent aux rencontres nocturnes sur l'Ungersberg pour préparer la révolte.
Dambach est aussi partie prenante de la guerre des paysans (Bauernkrieg) de 1524-1526 en Alsace centrale. De nombreux habitants de Dambach sont impliqués dans cette révolte et participent à la bataille de Scherwiller sous la conduite d'un certain Gundram.
La guerre de Trente Ans (1618-1648)
Pendant la guerre de Trente Ans, Dambach résiste aux assauts des troupes d'Ernst von Mansfeld en 1622, mais est pillée par le parti catholique.
En 1632, la ville se rend aux troupes suédoises et se trouve ainsi épargnée. En 1642, le duc de Lorraine assiège les Suédois mais sans succès.
En 1648, lors des traités de Westphalie, qui marquent la fin de la guerre de Trente Ans, commence la prise de contrôle de l'Alsace par la France de Louis XIV et de Mazarin.
La cour dîmière de l'abbaye d'Etival
Il n'y a jamais eu de couvent à Dambach, mais bien une cour dîmière de l'abbaye d'Etival dans les Vosges où un administrateur s'occupait des vignes et des terres de l'abbaye et de rentrer les récoltes puis les faire transporter jusqu'à Etival. Cette cour se situait au sud-ouest de la ville, au bout de l'actuelle rue du Couvent.
Filons métalliques
Des petits filons de fer et de manganèse ont été exploités à partir du XVIIIe siècle et jusqu'en 1943.

### Époque contemporaine (depuis 1789)
L'industrie
Les usines de la ville produisent des cigares, des brosses, puis des bas et des chaussettes.[réf. nécessaire]
Période de la première annexion allemande (1871-1918)
En 1871, à la suite de la défaite française dans la guerre franco-prussienne de 1870, l'Alsace, sauf Belfort, ainsi qu'une partie de la Lorraine, sont intégrés à l'Empire allemand (traité de Francfort). Les territoires annexés deviennent le Reichsland Elsass-Lothringen (« territoire d'Empire d'Alsace-Lorraine »).
Le chemin de fer arrive en 1877 à Dambach, avec l'ouverture de la ligne de Sélestat à Saverne.
À la fin de la Première Guerre mondiale, ces territoires, occupés par l'armée française dès novembre 1918, sont officiellement rétrocédés à la France par le traité de Versailles de 1919.
Entre-deux-guerres
En 1924, Dambach reçoit le nom de Dambach-la-Ville.
Période de la seconde annexion allemande (1940-1944)
Durant la Seconde Guerre mondiale, l'Alsace et la Moselle sont de nouveau annexées par l'Allemagne en décembre 1940, sur une décision unilatérale du régime nazi. Considérés comme Allemands, les Alsaciens âgés de 17 à 45 ans sont enrôlés de force dans la Wehrmacht ou dans les services supplétifs.
Dambach-la-Ville est libérée par les forces alliée à la fin de 1944.

### Héraldique
| Blason de Dambach-la-Ville | Blason  | D'or au sapin de sinople soutenu à dextre par ours en pied de sable, le tout posé sur une terrasse de gueules. |
| Blason de Dambach-la-Ville | Détails | |

## Politique et administration

### Intercommunalité
La commune fait partie de la communauté de communes du Pays de Barr.

### Budget et fiscalité 2021

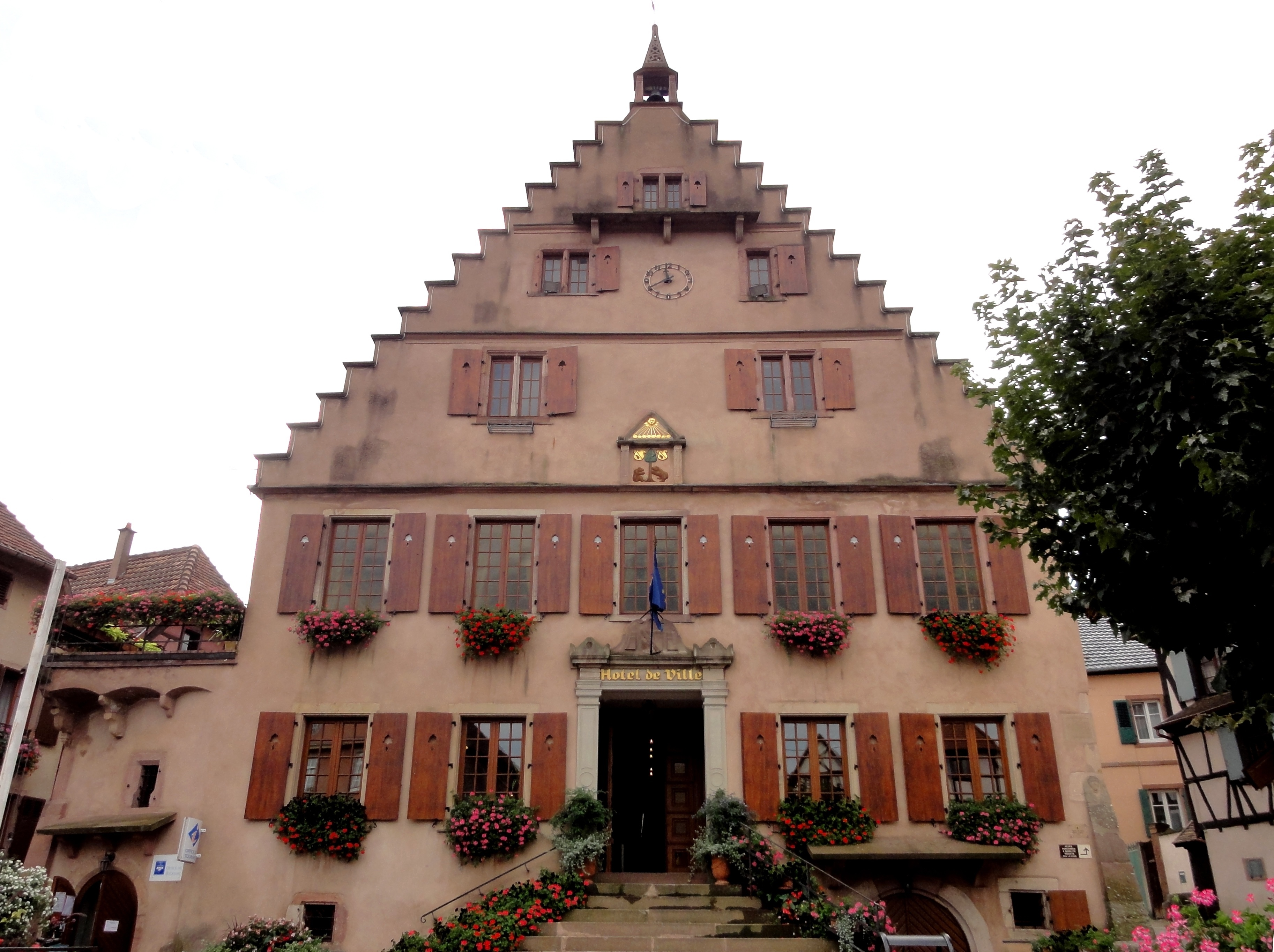
L'hôtel de ville.

En 2021, le budget de la commune était constitué ainsi :
- total des produits de fonctionnement : 2 099 000 €, soit 930 € par habitant ;
- total des charges de fonctionnement : 1 511 000 €, soit 669 € par habitant ;
- total des ressources d'investissement : 4 010 000 €, soit 1 777 € par habitant ;
- total des emplois d'investissement : 1 185 000 €, soit 525 € par habitant ;
- endettement : 2 567 000 €, soit 1 137 € par habitant.

Avec les taux de fiscalité suivants :
- taxe d'habitation : 19,60 % ;
- taxe foncière sur les propriétés bâties : 25,32 % ;
- taxe foncière sur les propriétés non bâties : 51,42 % ;
- taxe additionnelle à la taxe foncière sur les propriétés non bâties : 0,00 % ;
- cotisation foncière des entreprises : 0,00 %.

Chiffres clés Revenus et pauvreté des ménages en 2019 : médiane en 2019 du revenu disponible, par unité de consommation : 25 170 €.

## Population et société

### Démographie

#### Évolution démographique
L'évolution du nombre d'habitants est connue à travers les recensements de la population effectués dans la commune depuis 1793. Pour les communes de moins de 10 000 habitants, une enquête de recensement portant sur toute la population est réalisée tous les cinq ans, les populations de référence des années intermédiaires étant quant à elles estimées par interpolation ou extrapolation. Pour la commune, le premier recensement exhaustif entrant dans le cadre du nouveau dispositif a été réalisé en 2007.

En 2022, la commune comptait 2 186 habitants, en évolution de +1,49 % par rapport à 2016 (Bas-Rhin : +3,17 %, France hors Mayotte : +2,11 %).
| 1793  | 1800  | 1806  | 1821  | 1831  | 1836  | 1841  | 1846  | 1851  |
| ----- | ----- | ----- | ----- | ----- | ----- | ----- | ----- | ----- |
| 2 631 | 2 761 | 3 032 | 3 243 | 3 507 | 3 625 | 3 275 | 3 530 | 3 539 |

| 1856  | 1861  | 1866  | 1871  | 1875  | 1880  | 1885  | 1890  | 1895  |
| ----- | ----- | ----- | ----- | ----- | ----- | ----- | ----- | ----- |
| 3 246 | 3 251 | 3 322 | 3 226 | 3 154 | 3 132 | 2 957 | 2 819 | 2 664 |

| 1900  | 1905  | 1910  | 1921  | 1926  | 1931  | 1936  | 1946  | 1954  |
| ----- | ----- | ----- | ----- | ----- | ----- | ----- | ----- | ----- |
| 2 616 | 2 473 | 2 355 | 1 986 | 2 032 | 2 153 | 2 209 | 2 167 | 2 019 |

| 1962  | 1968  | 1975  | 1982  | 1990  | 1999  | 2006  | 2007  | 2012  |
| ----- | ----- | ----- | ----- | ----- | ----- | ----- | ----- | ----- |
| 2 035 | 2 051 | 2 039 | 1 907 | 1 800 | 1 973 | 1 930 | 1 924 | 2 016 |

| 2017  | 2022  | - | - | - | - | - | - | - |
| ----- | ----- | - | - | - | - | - | - | - |
| 2 201 | 2 186 | - | - | - | - | - | - | - |

## Économie

### Entreprises et commerces

#### Agriculture
- Culture et élevage associés>.
- Sylviculture et autres activités forestières.

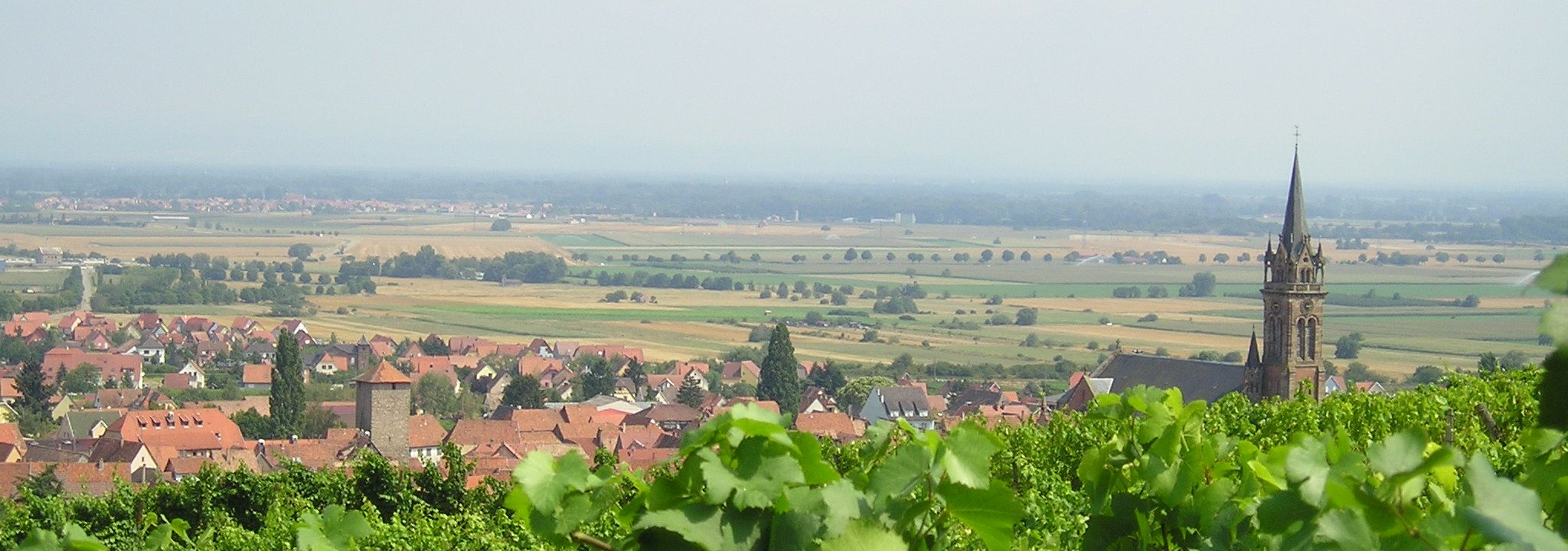
Le village et la plaine d'Alsace vus du vignoble.

- Culture de la vigne.

La viticulture occupe une place importante dans le village. Il s'agit du plus grand village viticole d'Alsace, avec de nombreux vignerons indépendants, des négociants et une cave coopérative. Les vins de Dambach-la-Ville sont surtout réputés grâce au grand cru Frankstein et son terroir granitique.

#### Tourisme
- Hébergements et restauration à Dambach-la-Ville, Dieffenthal, Blienschwiller, Nothlten, Itterswiller, Epfig.

#### Commerces
- Commerces et services de proximité.

##### Logistique
En 2020, l'entreprise Amazon projette d'établir à Dambach un entrepôt logistique de 150 000 mètres carrés sur un terrain agricole artificialisé de dix-huit hectares. Le géant du commerce électronique demande à pouvoir construire un bâtiment de vingt-quatre mètres de hauteur, en dérogation des règles d'urbanisme locales. Le projet, présenté dès février, et soutenue par certains élus locaux, suscite au cours du printemps une forte opposition de la population,.

## Lieux et monuments
L'association Paysages de France décerne à Dambach-la-Ville le prix de la France moche 2021, catégorie « mise en valeur du patrimoine ».

### Église Saint-Étienne
L'église se trouve sur l'emplacement d'une ancienne église construite au XIIIe siècle. Un édifice  baroque lui succède en 1757. Dans  la nuit du 14 au 15 mai 1862, l'église est détruite lors d'un incendie provoqué par la foudre, puis reconstruite en 1865 par un édifice néo-roman. L'église paroissiale offre un Dit des trois morts et des trois vifs, représentation murale montrant trois jeunes gentilshommes interpellés dans un cimetière par trois morts, qui leur rappellent la brièveté de la vie et l'importance du salut de leur âme.

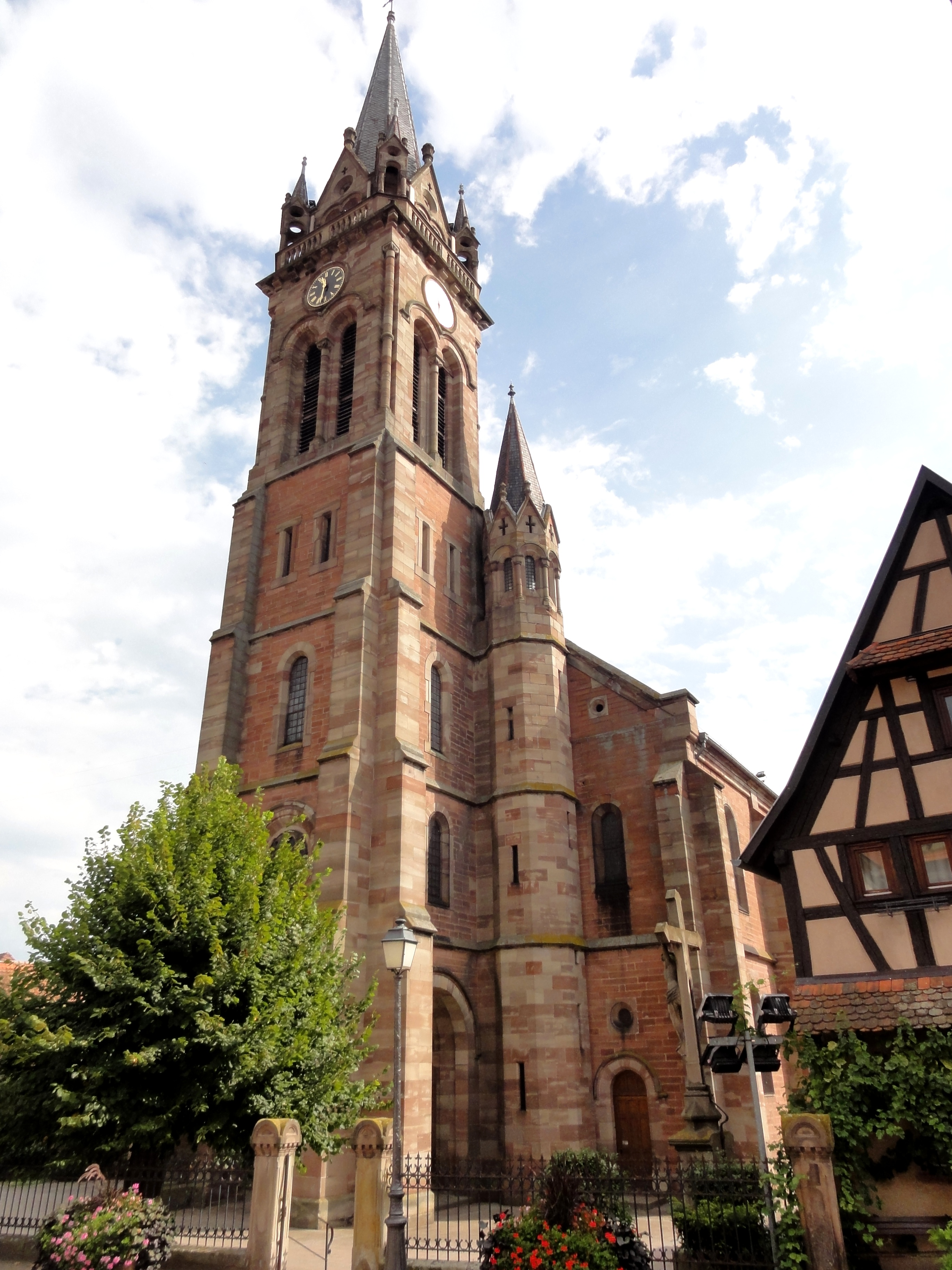
Vue extérieure de l'église néo-gothique avec la tour porche.
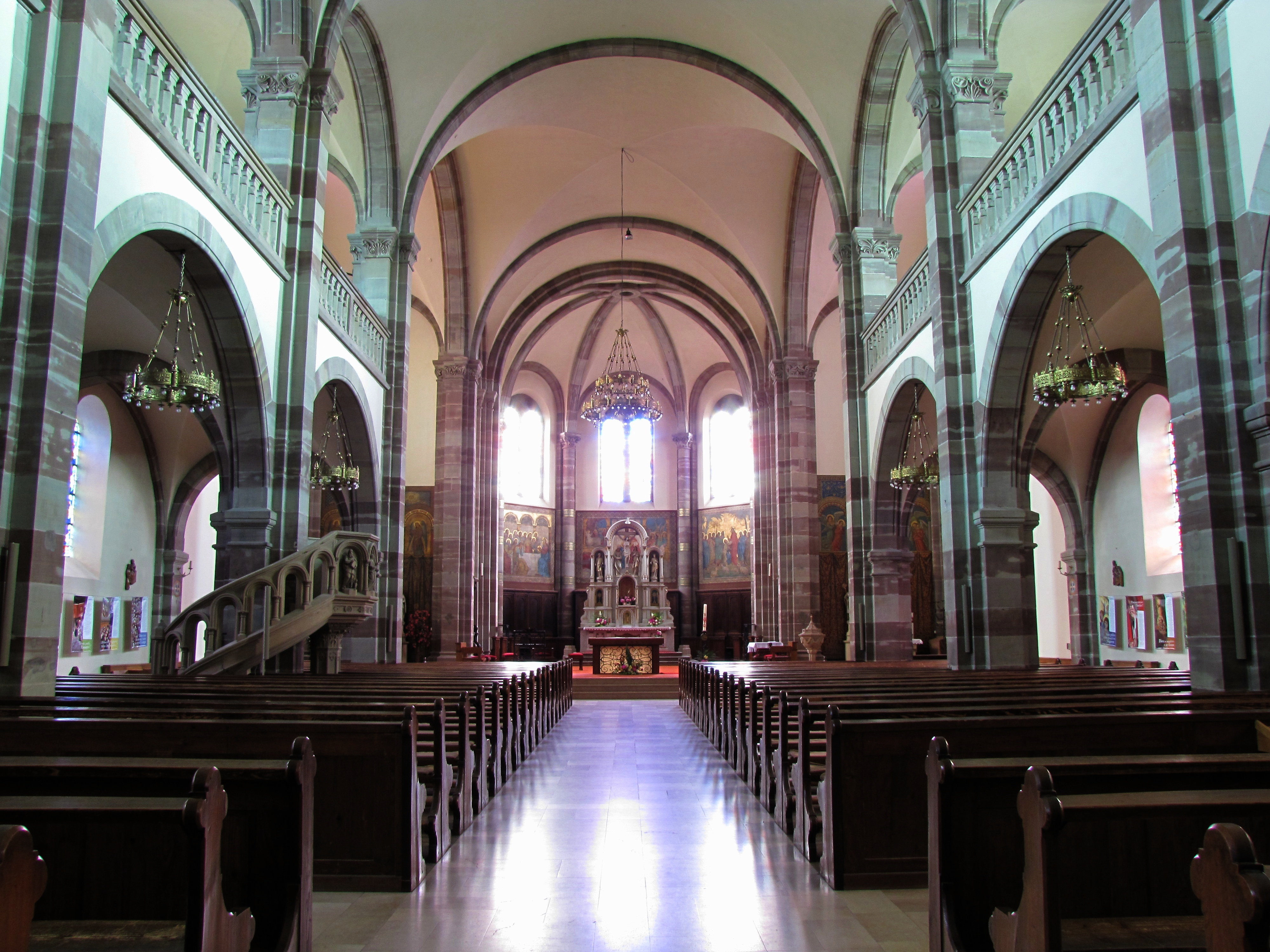
Vue intérieure de la nef vers le chœur.
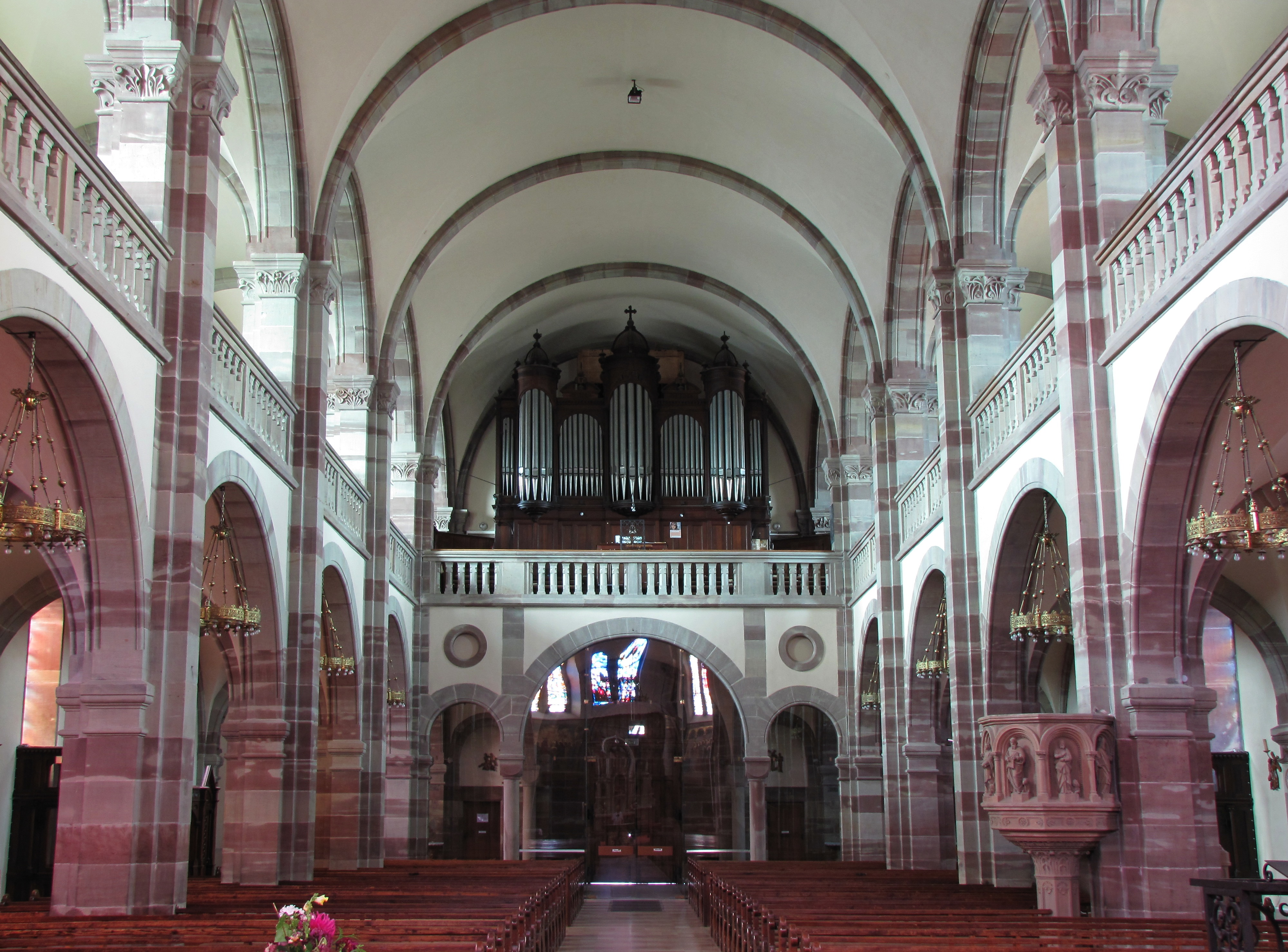
Vue intérieure de la nef vers la tribune d'orgue.
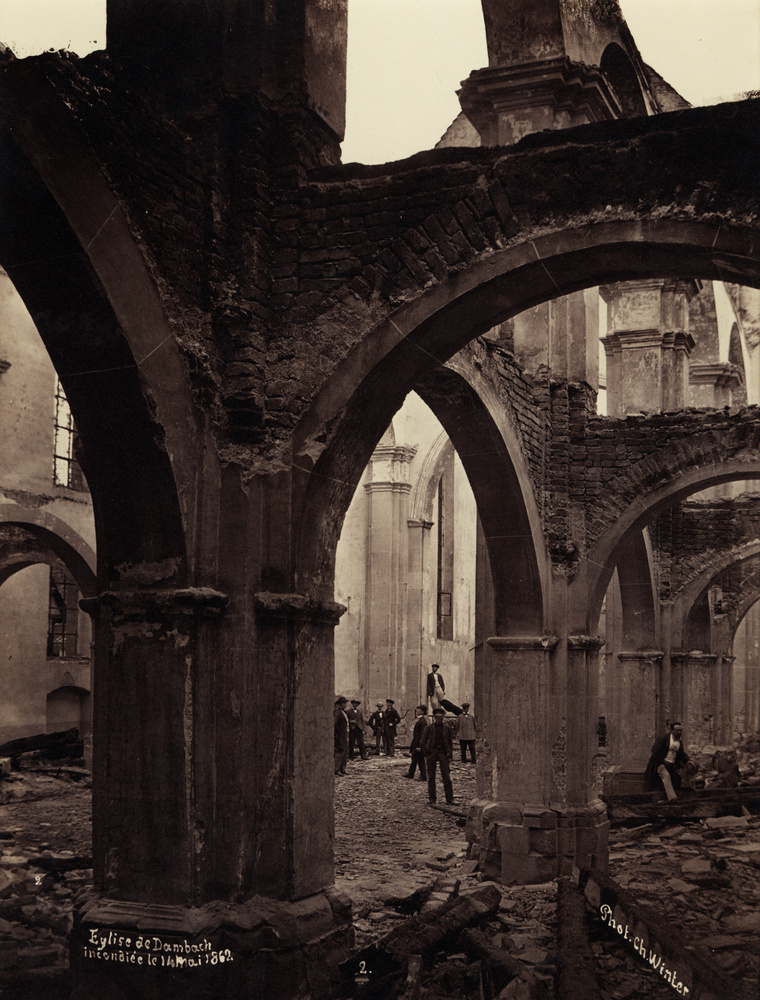
L'église après l'incendie de 1862 (photo de Winter).
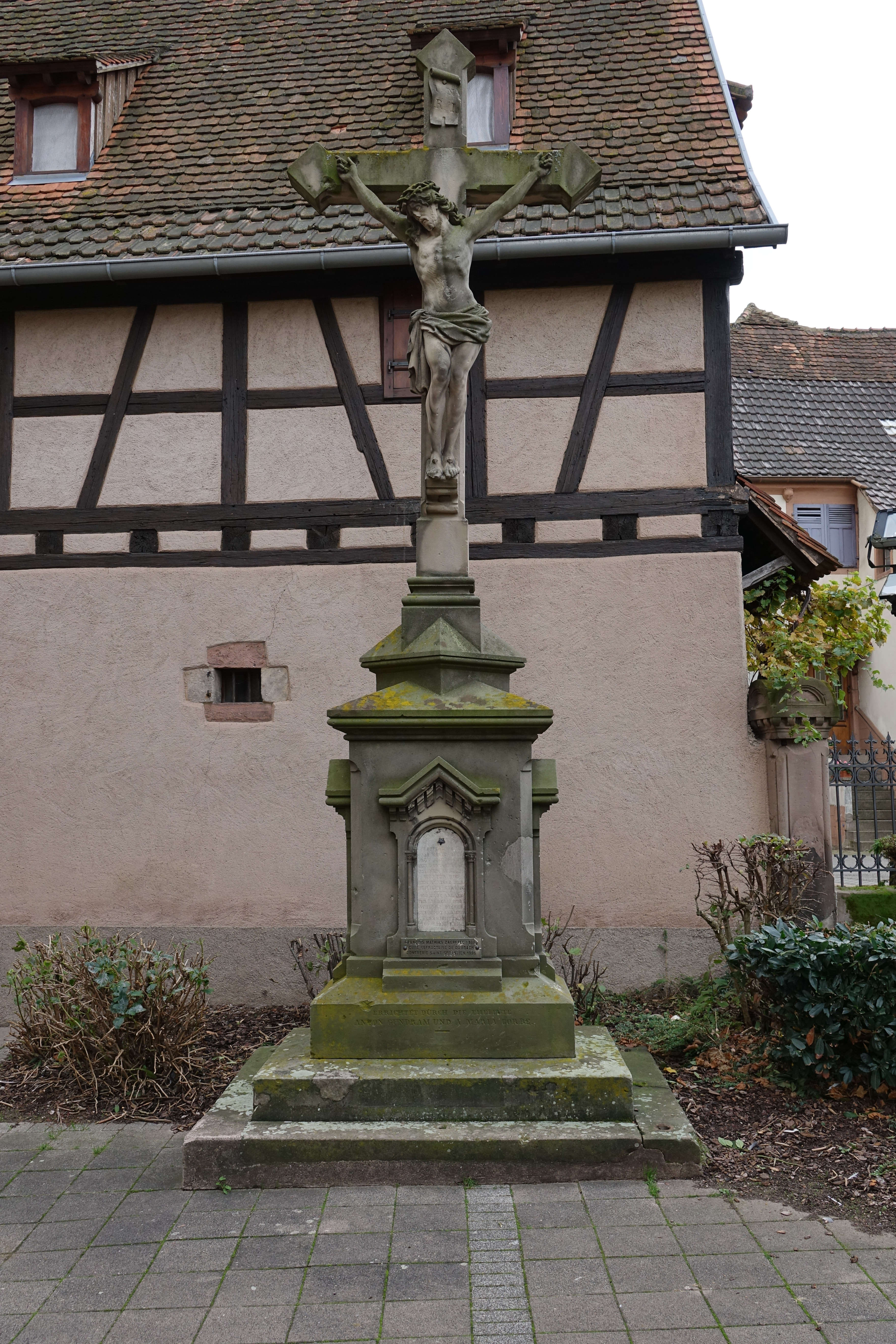
Le calvaire.

### La chapelle Saint-Sébastien
La chapelle était autrefois l'église paroissiale d'un village disparu connu sous le nom d'Oberkirch. Son histoire est vraisemblablement liée à l'existence du château du Bernstein construit par le duc Hugues IV  d'Eguisheim, le père du pape Léon IX qui siégea sur le trône pontifical de 1049 à 1054. Au décès de la famille des Eguisheim, les possessions et la chapelle passèrent à la famille des Dabo (1144) jusqu'en 1227. À la mort de la duchesse Gertrude, fille du duc Sigismond de Leiningen une guerre de succession se déchaina au cours de laquelle l'évêque Berthold de Teck de Strasbourg sortit vainqueur. La première mention de la chapelle date de 1285. Les habitants de Dambach estiment que les deux églises paroissiales d'Oberkirch et d'Altenweiler sont trop éloignées de leur route et demandent que l'on restaure l'église de Dambach alors en ruine. Quand Dambach est élevé au rang de ville, les habitants construisent une nouvelle et grande église  d'une hauteur de 1340 à 1 365 mètres qui devint église paroissiale. En 1365, l'évêque Jean II de Lichtenberg demande que tous les offices soient célébrés  à l'église de Dambach. La même année, l'évêque transféra la chapelle d'Oberkirch à l'abbaye des chanoines augustins de Dachstein, puis trois ans après à la cathédrale de Strasbourg. En 1450 les chapelles d'Oberkirch et d'Altenweiler sont cédées aux hospices civils de Strasbourg. En 1480 les deux vicariats d'Oberkirch et d'Altenweiler sont supprimés par le pape Innocent VIII. En 1525 lors de la guerre des paysans, des habitants de Dambach sont à la tête de la conjuration. L'un d'eux, Guntram, oppose aux troupes du duc de Lorraine 20 000 paysans qui se font massacrer près de Scherwiller. Les ossements du caveau sous la chapelle proviennent, dit-on, de cette bataille, où 13 000 paysans furent tués. Au XVIIe siècle, Dambach subit les occupations successives des Suédois, des Français, etc. À la Révolution la chapelle est confisquée. Le curé Zaepffel et son vicaire Koenug qui refusaient de prêter serment à la constitution civile du clergé doivent renoncer à exercer le culte. Le prêtre assermenté Gelin, disait la messe dans l'église paroissiale. Il interdit que l'on dise la messe dans la chapelle. Il fit confisquer tous les ornements et objets du culte qui se trouvent dans la chapelle pour qu'ils soient livrés à l'église paroissiale. Mais les objets furent finalement déclarés propriété nationale. Malgré les protestations des habitants de Dambach, tout fut vendu aux enchères à Barr le 12 frimaire an III. Entre-temps le curé Zaepffel et ses fidèles s'efforçaient de devenir propriétaires de la chapelle. Malgré la pétition de la municipalité et ses 2000 livres offerts en vue de l'acquisition de la chapelle, le pouvoir en place vendit à quatre citoyens, Lambla, Kubler, Oswald et Schneider l'édifice. Les quatre firent vendre la chapelle et ses biens, comprenant quatre parcelles de vignes, le 27 novembre 1796 aux enchères publiques. Finalement, c'est Andréas Paulus, mandaté par 32 habitants de Dambach et soutenu en sous-main par le curé Zaepffel, qui en deviendra propriétaire. Les descendants de ces 32 cosignataires  forment encore aujourd'hui la "Confrérie de Saint-Sébastien". À l'intérieur de la chapelle on trouve plusieurs statues des XVIe et XVIIe siècles qui proviennent de l'église primitive Saint-Étienne. Derrière la chapelle se trouve une cave et un ossuaire où se trouvent peut-être les restes de paysans ayant été massacrés par les troupes du duc de Lorraine en 1525 ou morts de la peste.

### Ossuaire
L'ossuaire de la chapelle est une espèce de cave voutée en plein cintre grillagée par deux portes en fer. Cet ossuaire est rempli d'ossements (crânes, tibias) dont la provenance n'est pas clairement établie. Les habitants de Dambach-la-Ville rapportaient après la guerre de Trente Ans que les ossements sont ceux des manants massacrés par les troupes du duc de Lorraine en 1525 près de Scherwiller. D'autres prétendent qu'il s'agit simplement de personnes mortes à la suite de l'épidémie de peste, ou encore des os enlevés du cimetière qui entourait la chapelle. Au-dessus de l'ossuaire on peut lire l'inscription suivante : Ce que vous êtes nous l'étions, ce que nous sommes vous le deviendrez.

### Calvaire à côté de la chapelle
En remontant les marches qui permettent d'accéder à la chapelle Saint-Sébastien se trouve un calvaire remontant à l'année 1687. Les anciens du village de Dambach avaient baptisé cette croix de "Croix miraculeuse". Le visage du Christ exprime la douleur et en même temps la miséricorde. Son regard suit le visiteur dans toutes les directions.

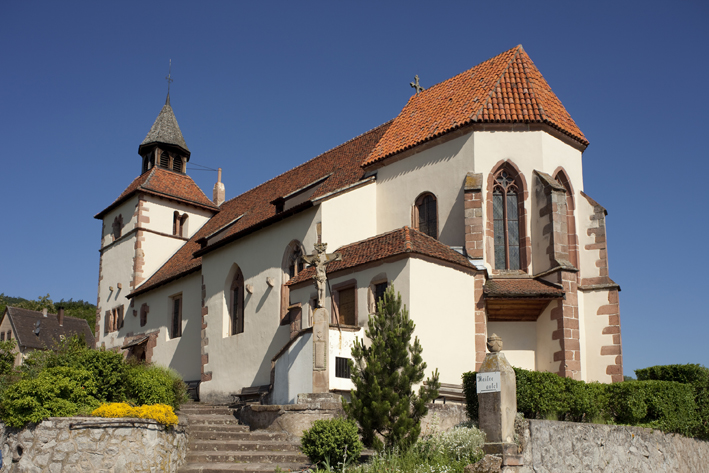
Vue extérieure de la chapelle Saint-Sébastien avec le calvaire de 1687.
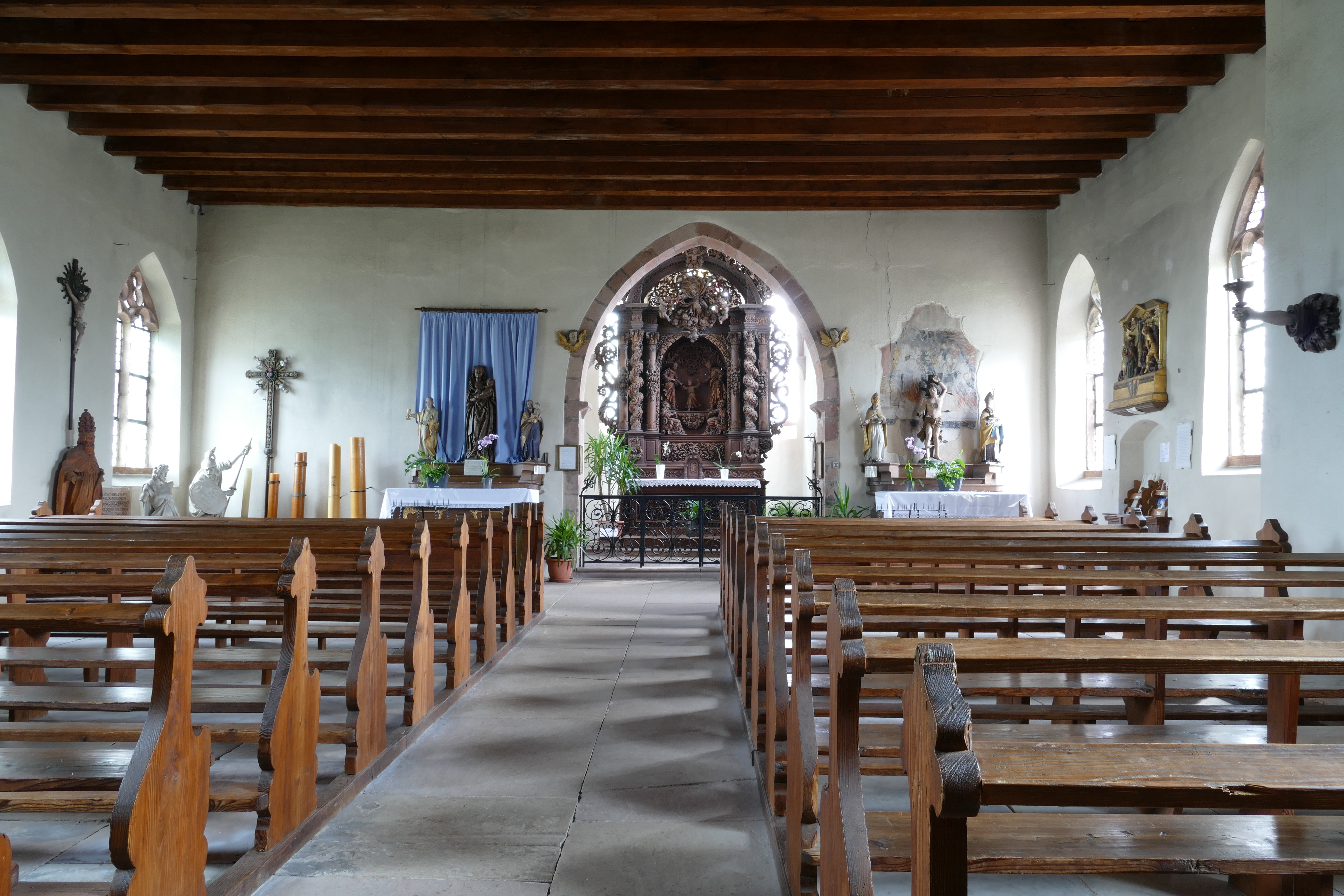
Vue intérieure de la chapelle vers le chœur.
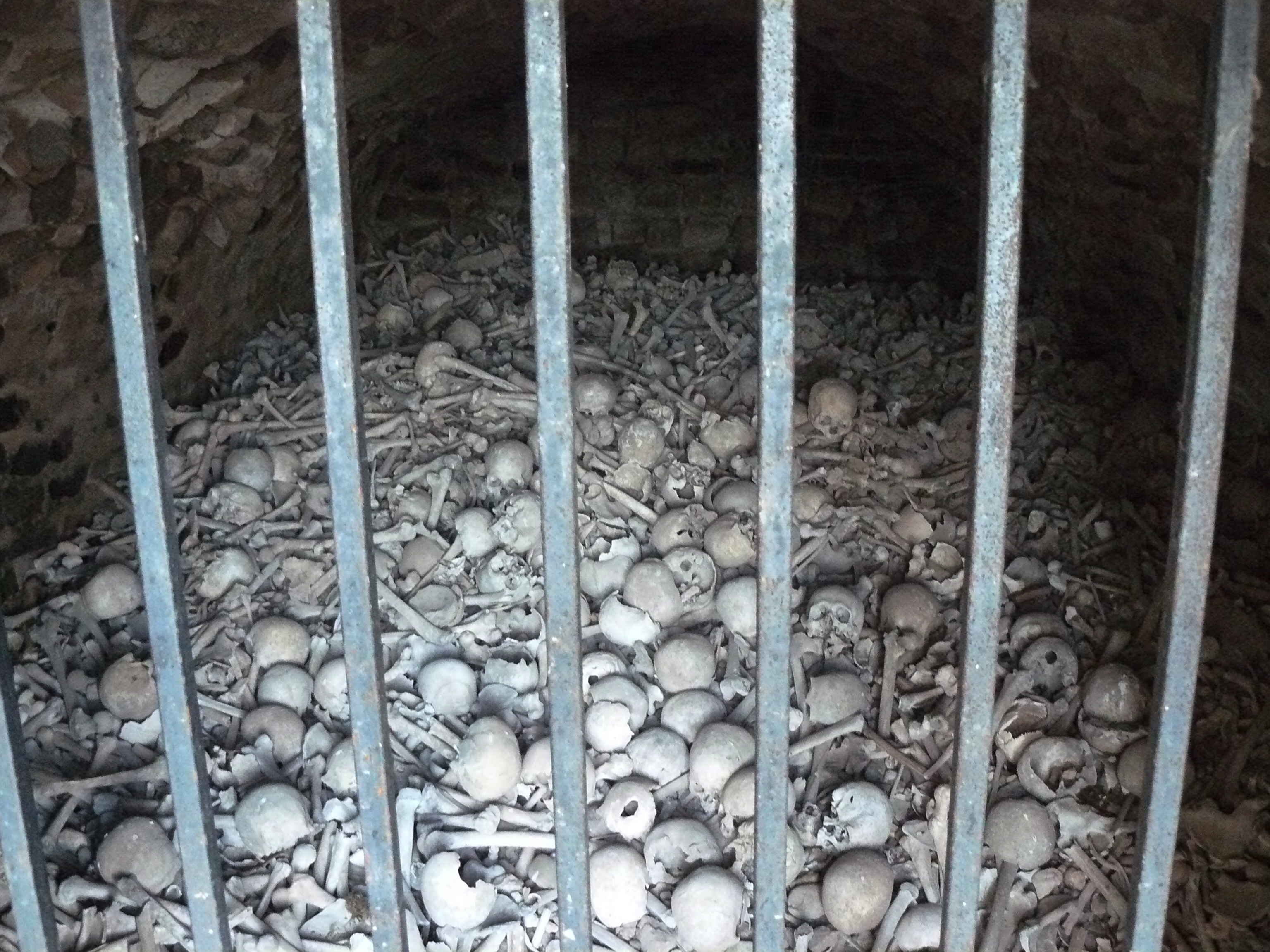
Ossuaire de la chapelle.

### Chapelle des bois (Waldkapelle)
Cette chapelle en bois du XIXe siècle est installée au milieu des bois à cinq minutes à pied du château du Bernstein. L'origine  de la construction reste inconnue. Construite sur un soubassement en pierre, la chapelle est surmontée d'une croix en fer forgé. À l'intérieur de la chapelle on conserve les vestiges d'un autel de style baroque abritant une statue de la Vierge.

### Oratoire de la Vierge
Oratoire se trouvant au milieu des vignes et construit probablement en 1700 par des vignerons demandant à la Madone la protection de la récolte.

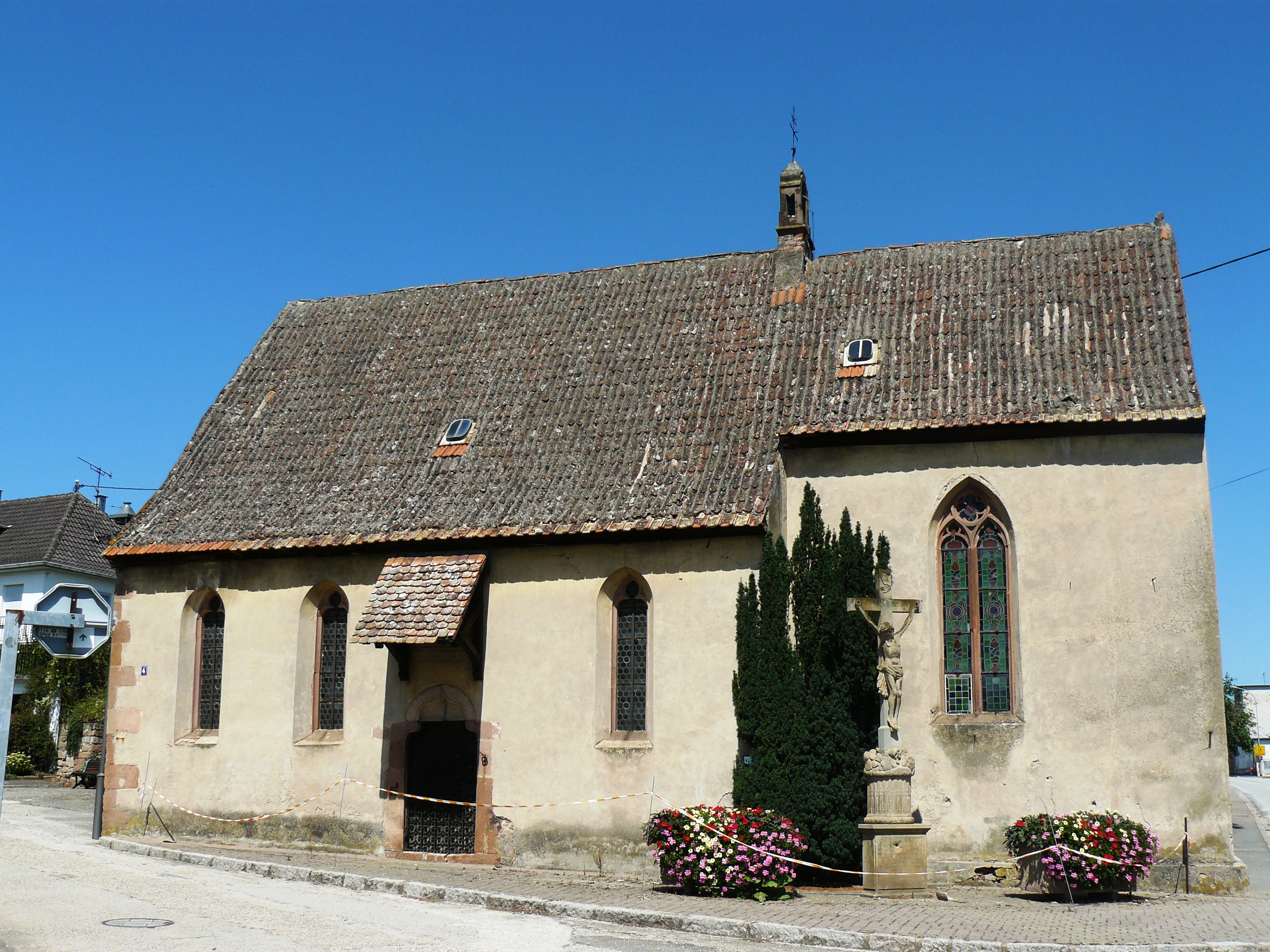
Vue extérieure de la chapelle gothique Notre-Dame.
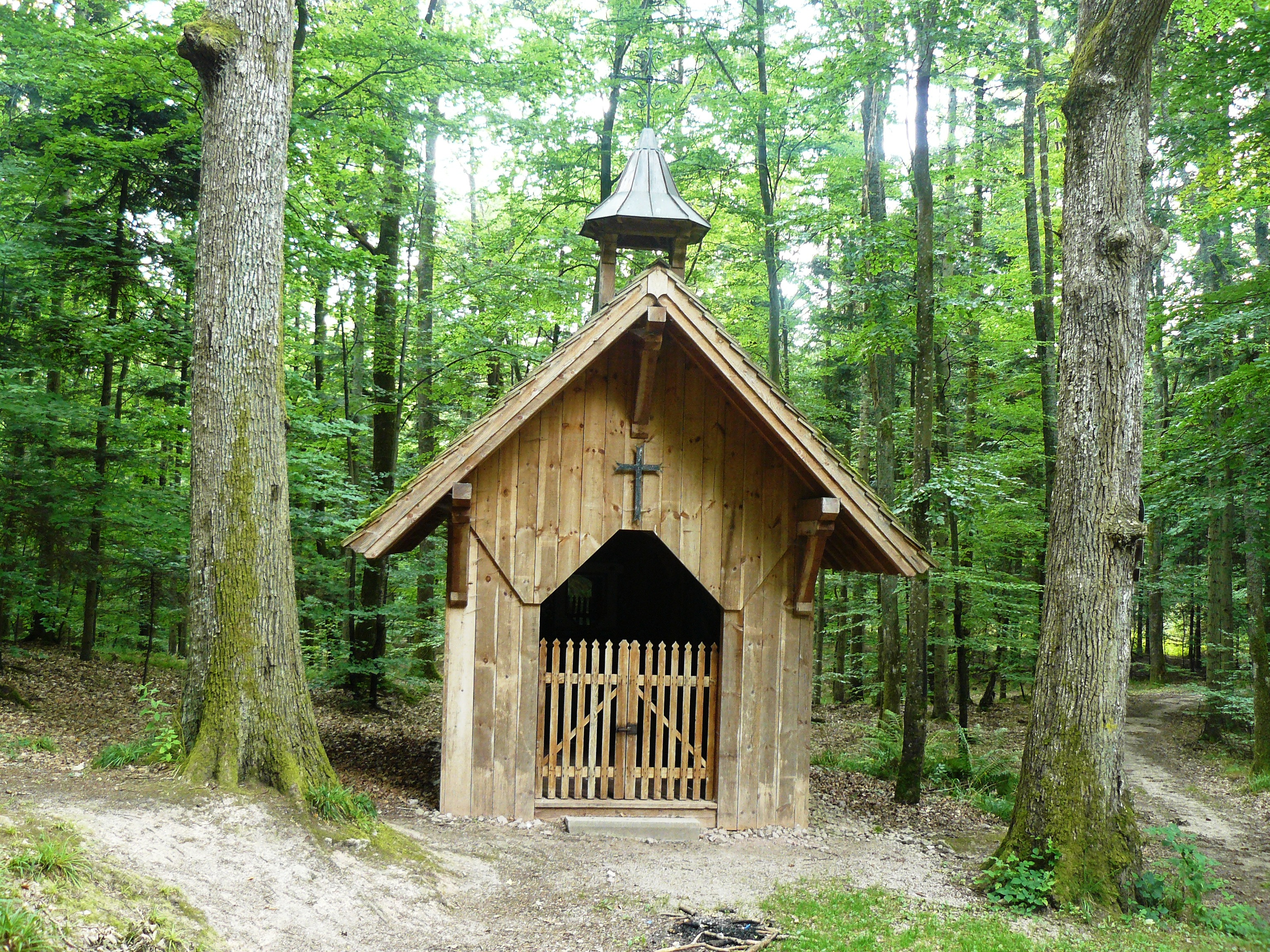
Chapelle des bois (Waldkapelle)[39].
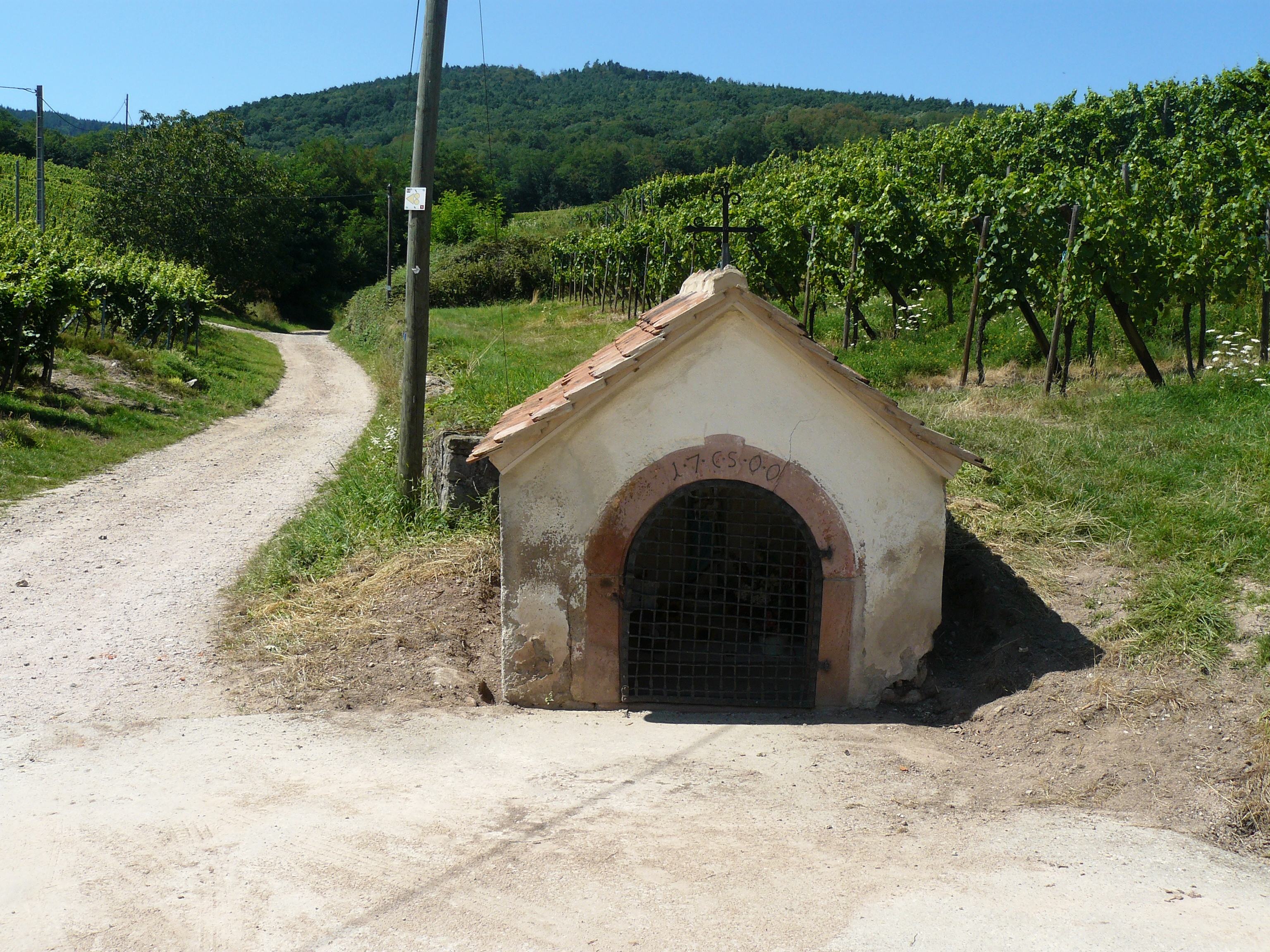
Oratoire de la Vierge (1700) au milieu des vignes.

### Les portes médiévales de la ville duXIVesiècle
Des fortifications érigées au XVe siècle sont encore visibles ainsi que trois tours-portes de plan carré. La porte de Blienschwiller, du nom de la route qui permet de se rendre dans ce village, est située au nord de la ville, celle d'Ebersheim à l'est et celle de Dieffenthal au sud.
La tour-porte de Dieffenthal est située sur la rue des Remparts. Elle est aussi connue sous le nom de Neutor ou Porte Neuve. Sa construction remonterait au XIVe siècle, mais elle n'est citée qu'à partir du XVe siècle. Une maison en pans de bois vient s'appuyer à la porte.
Il existait une quatrième porte plus petite, l'Oberthörel, à l'ouest de la ville, qui a disparu.

### Hôtel de ville duXVIIesiècle
L'hôtel de ville est de style Renaissance.

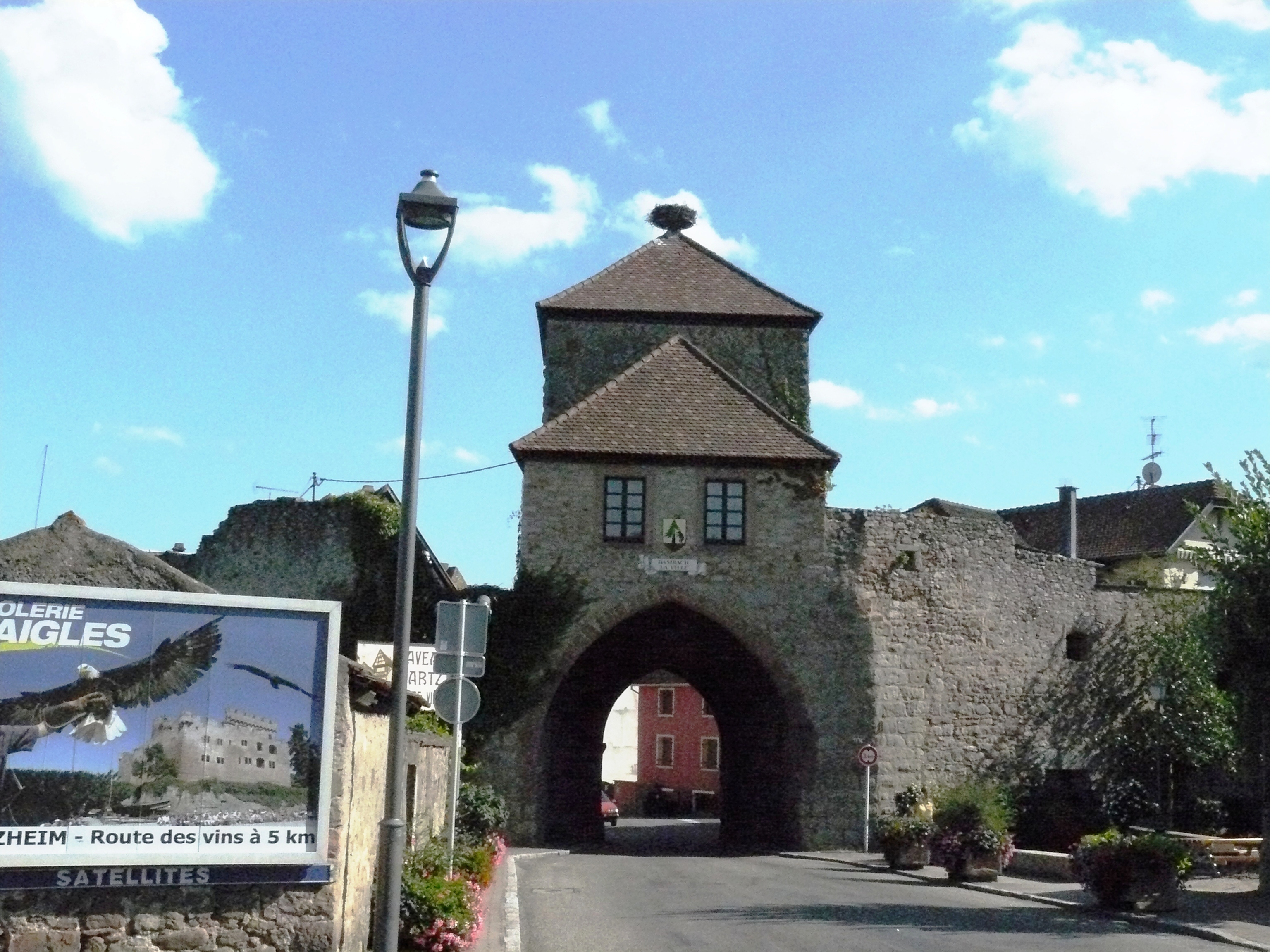
La porte de Blienschwiller.
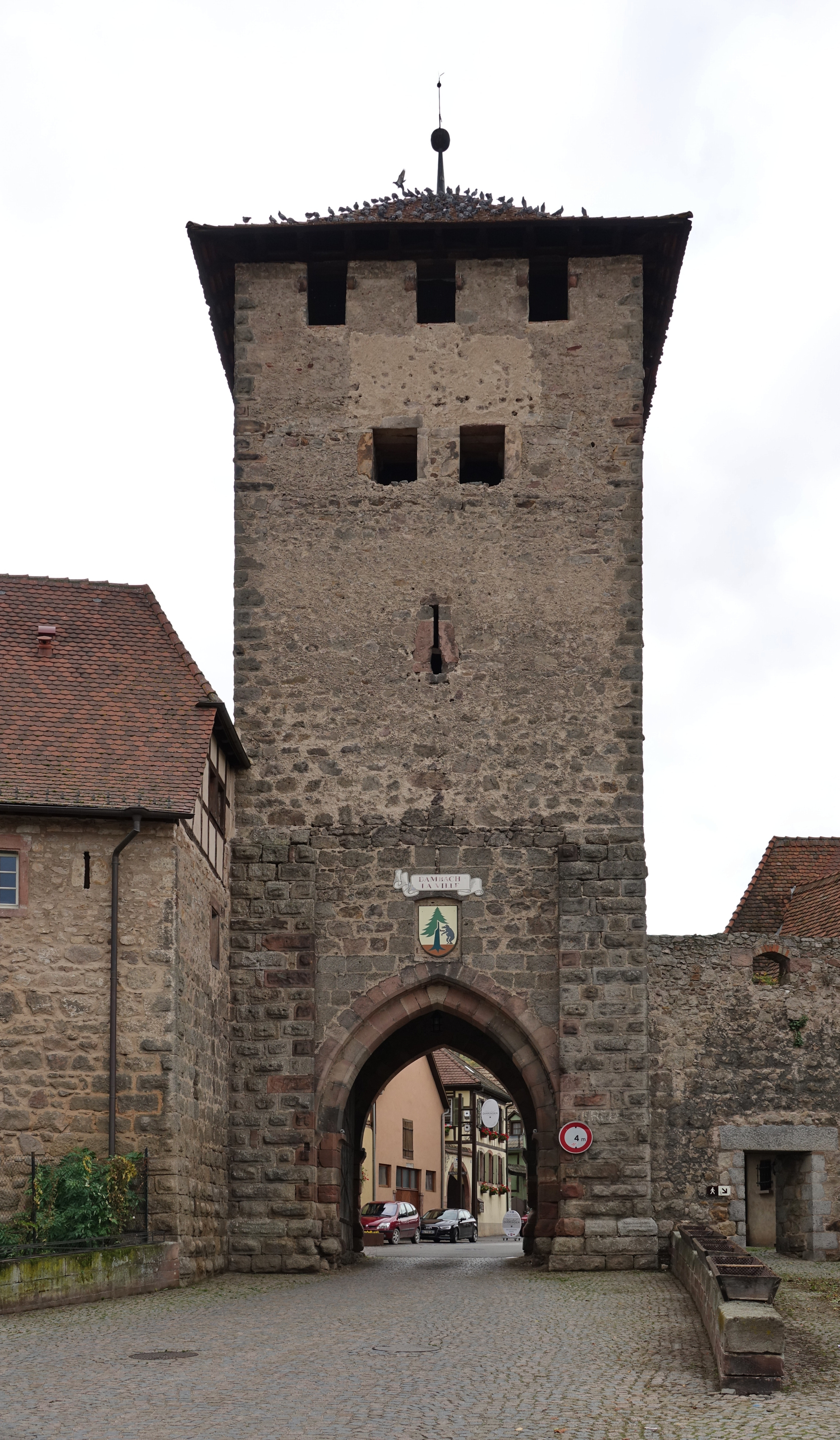
La porte d'Ebersheim vue de l'est[40].
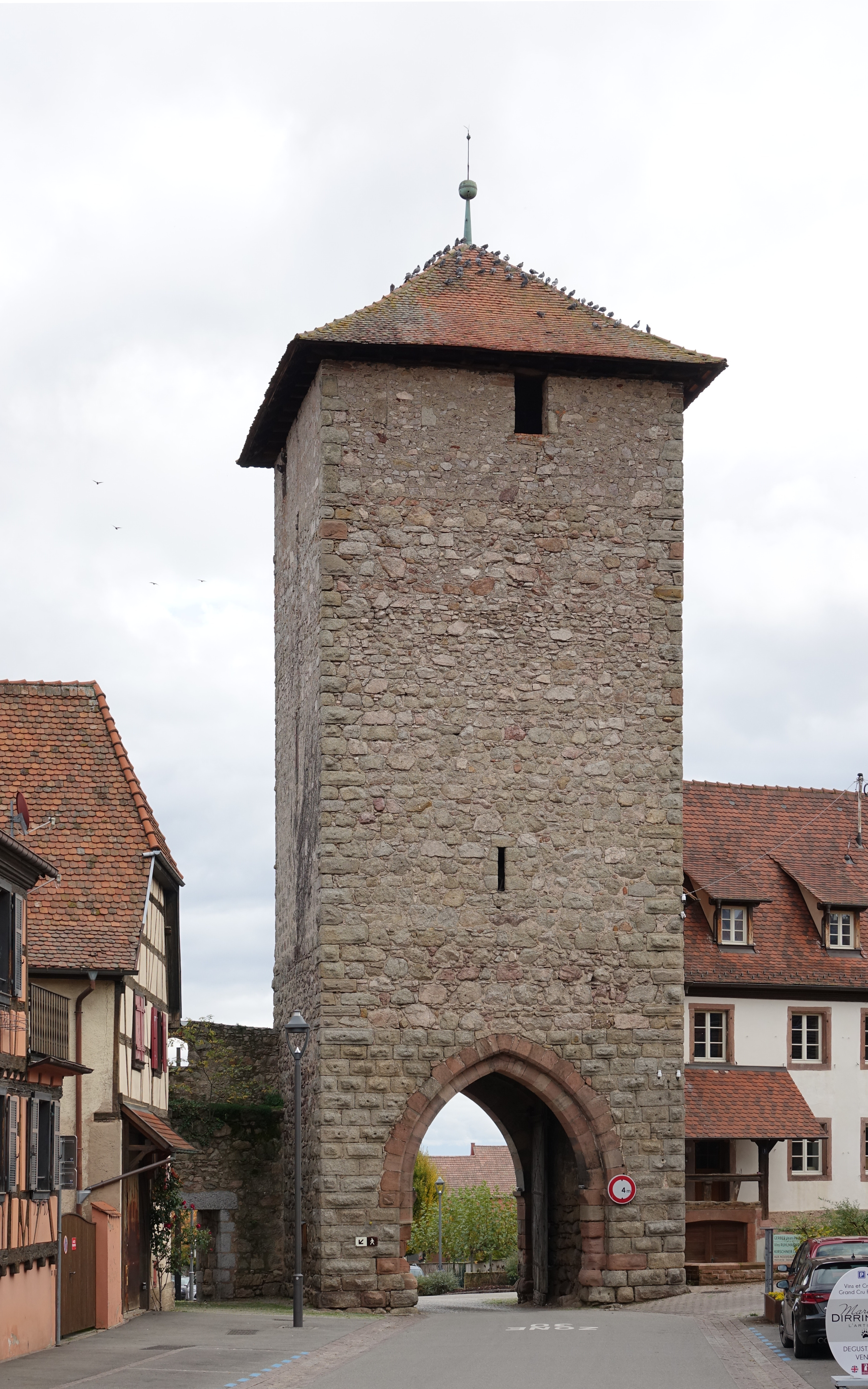
La porte d'Ebersheim vue de l'ouest.
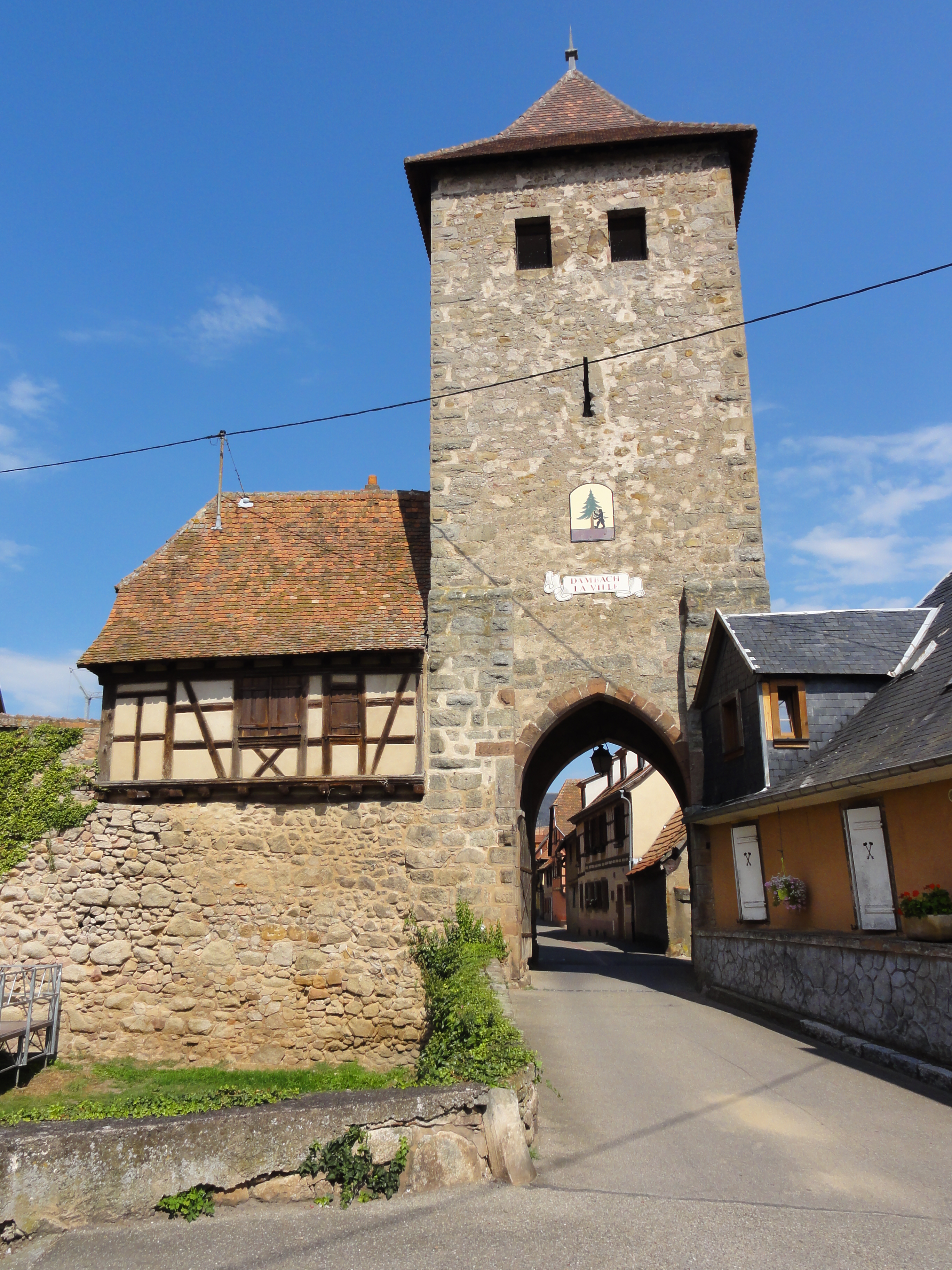
La porte de Dieffenthal.

### Les maisons à pans de bois
Le village abrite de nombreuses maisons à pans de bois permettant de parcourir sur un périmètre restreint l'historique des techniques de construction du XIVe au XXe siècle.

#### La maison Burrus
Stéphane Burrus, un descendant d'Antoine Burrus habita la maison construite selon la technique du mi-bois, donc antérieure à 1500, et remaniée en 1599 (ajout de l'oriel) par Georg Strub, dans la ville de Dambach-la-Ville. C'est une belle maison alsacienne précédée d'un oriel que couronne un toit pointu. Longtemps désignée par l'appellation de « maison Burrus ».
La maison Burrus à Dambach, site Tourisme Alsace.

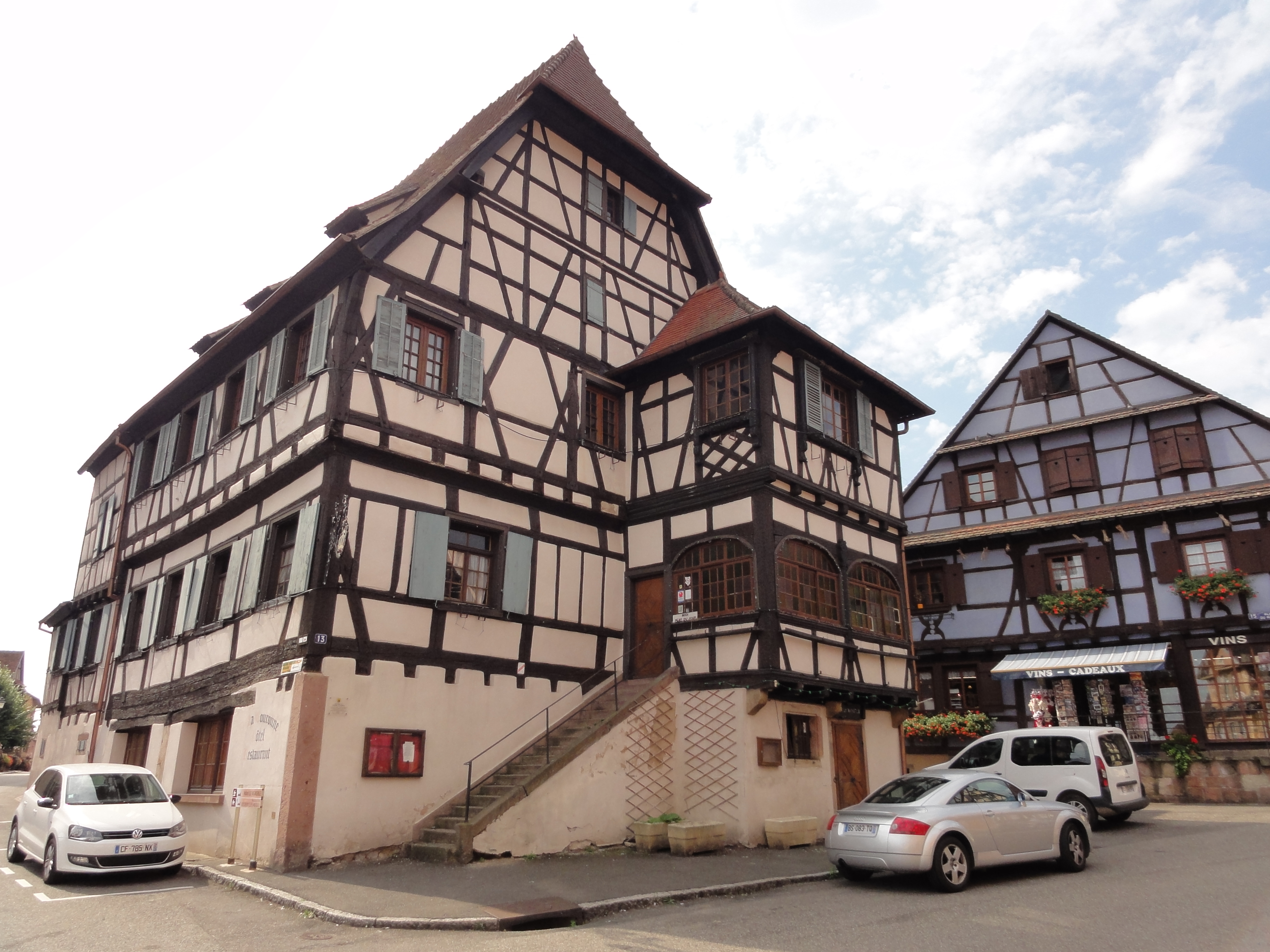
Auberge À la Couronne (XVIe et XVIIe siècles)[42].
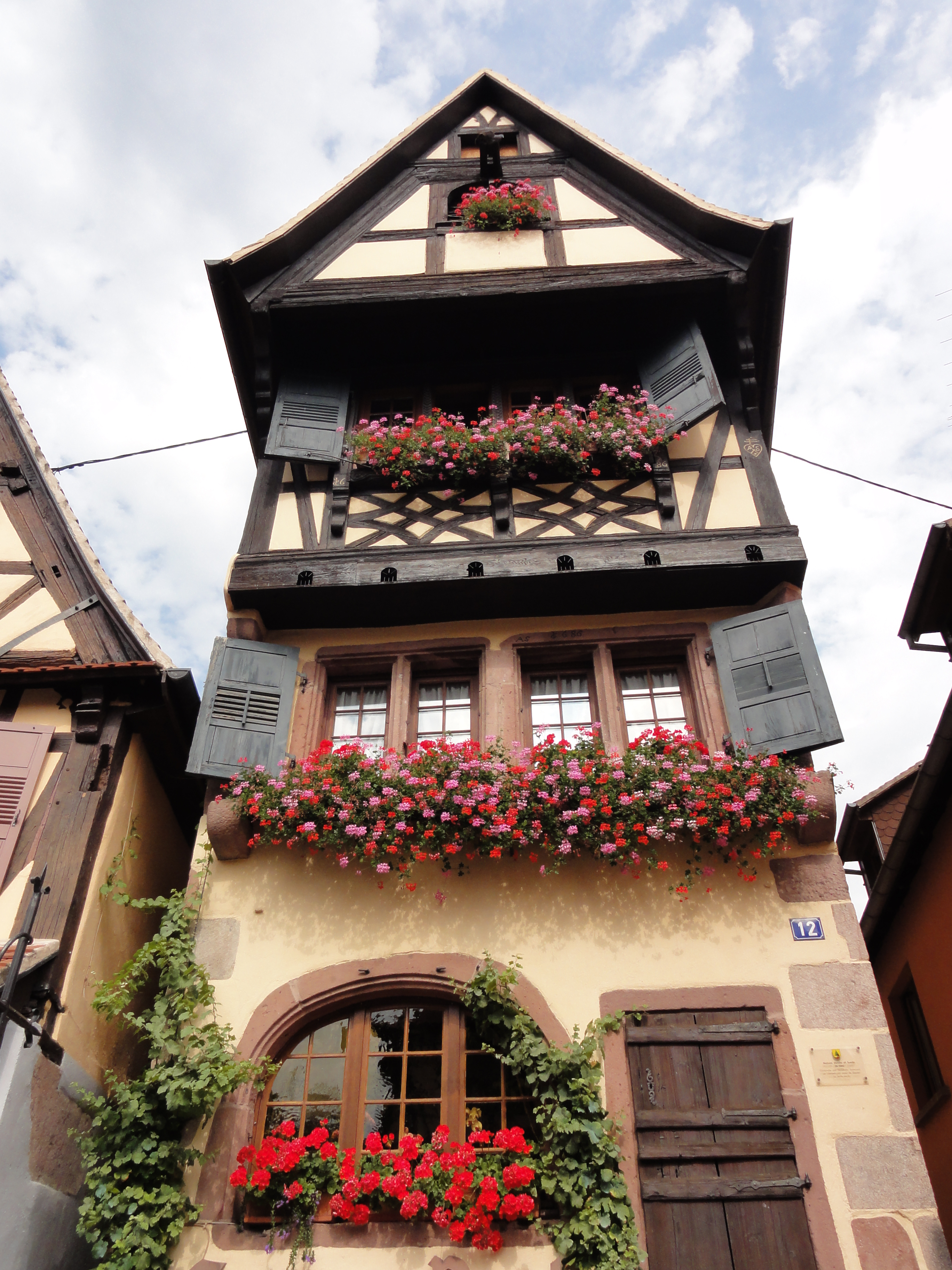
Maison de commerçant « Sermonnet » (XVIIe siècle), 12 place du Marché.
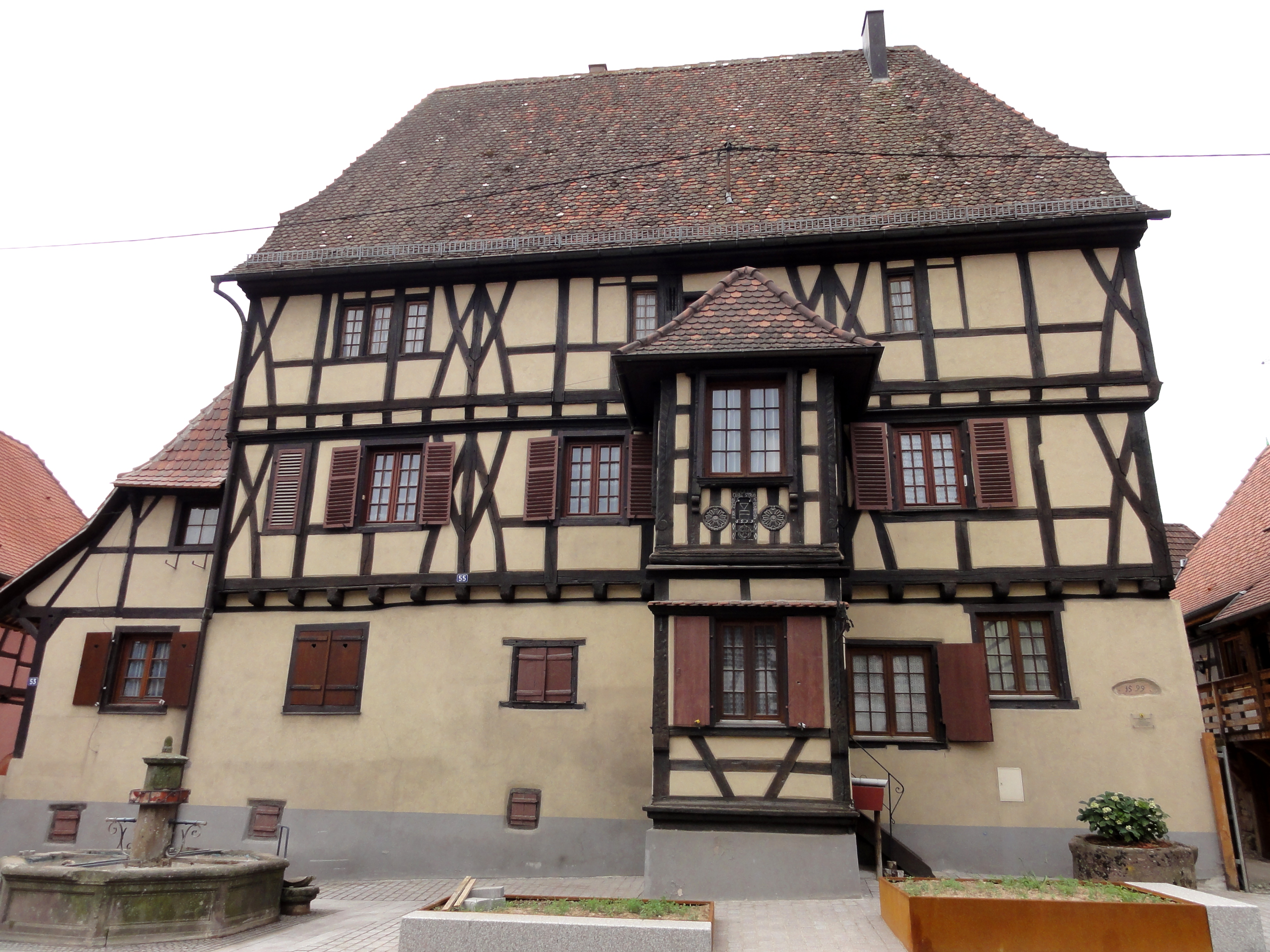
Maison de vigneron, "maison Burrus" (XVe et XVIe siècles), 53-55 rue du Maréchal-Foch.
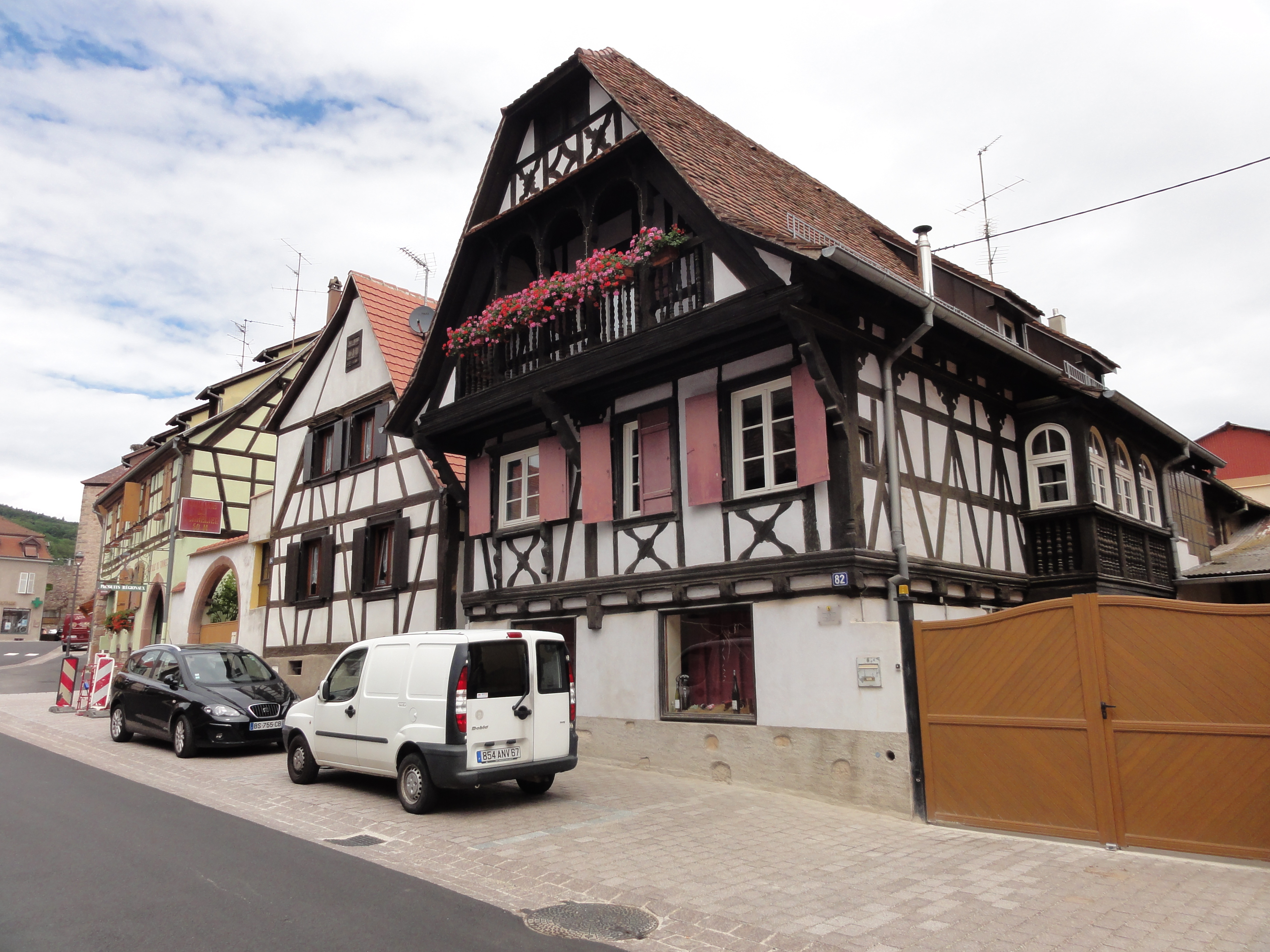
Maison (XVIe siècle), 82 rue du Maréchal-Foch.

### La fontaine de l'Ours

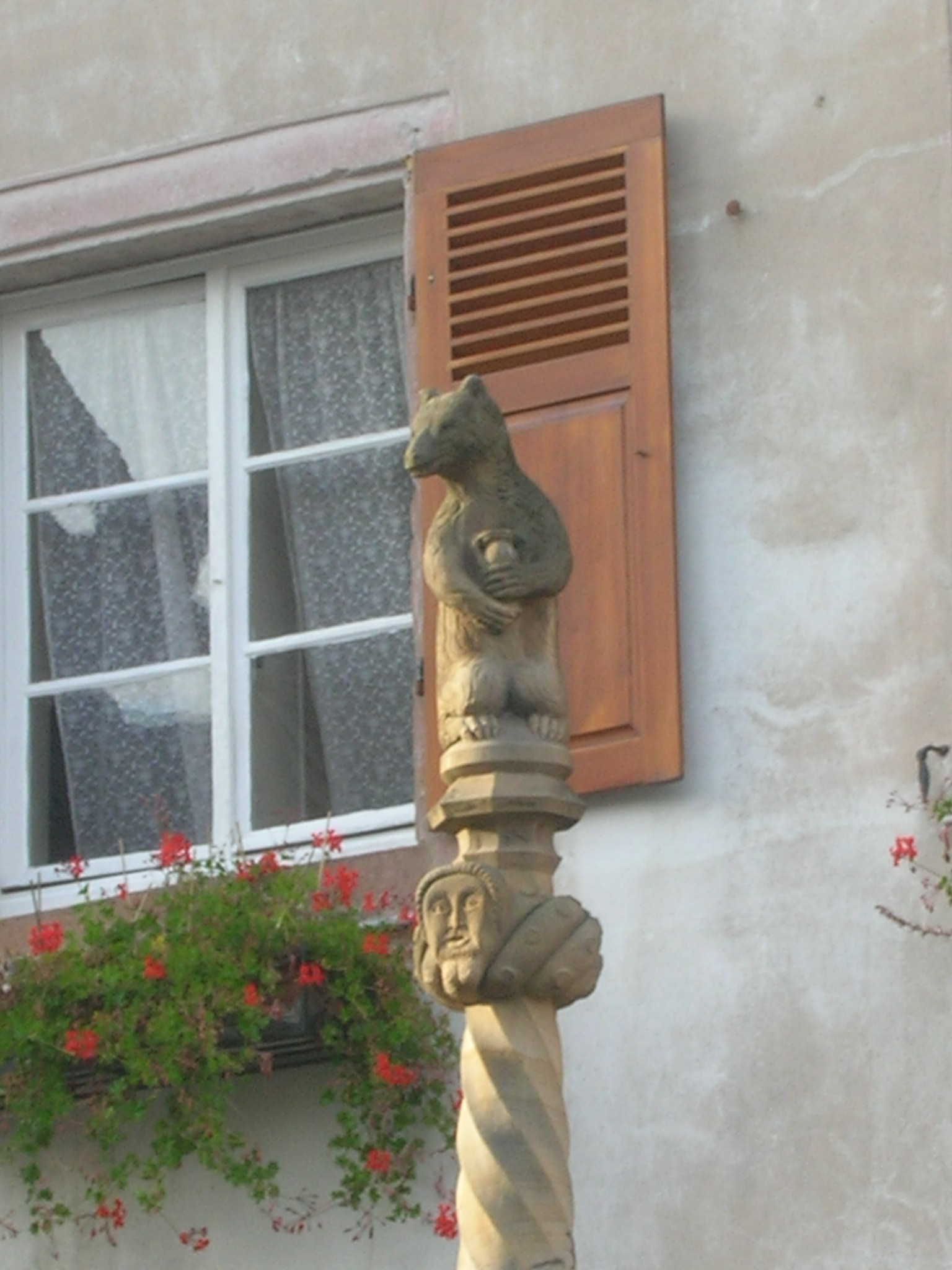
La fontaine de l'Ours, s'Stockborne.

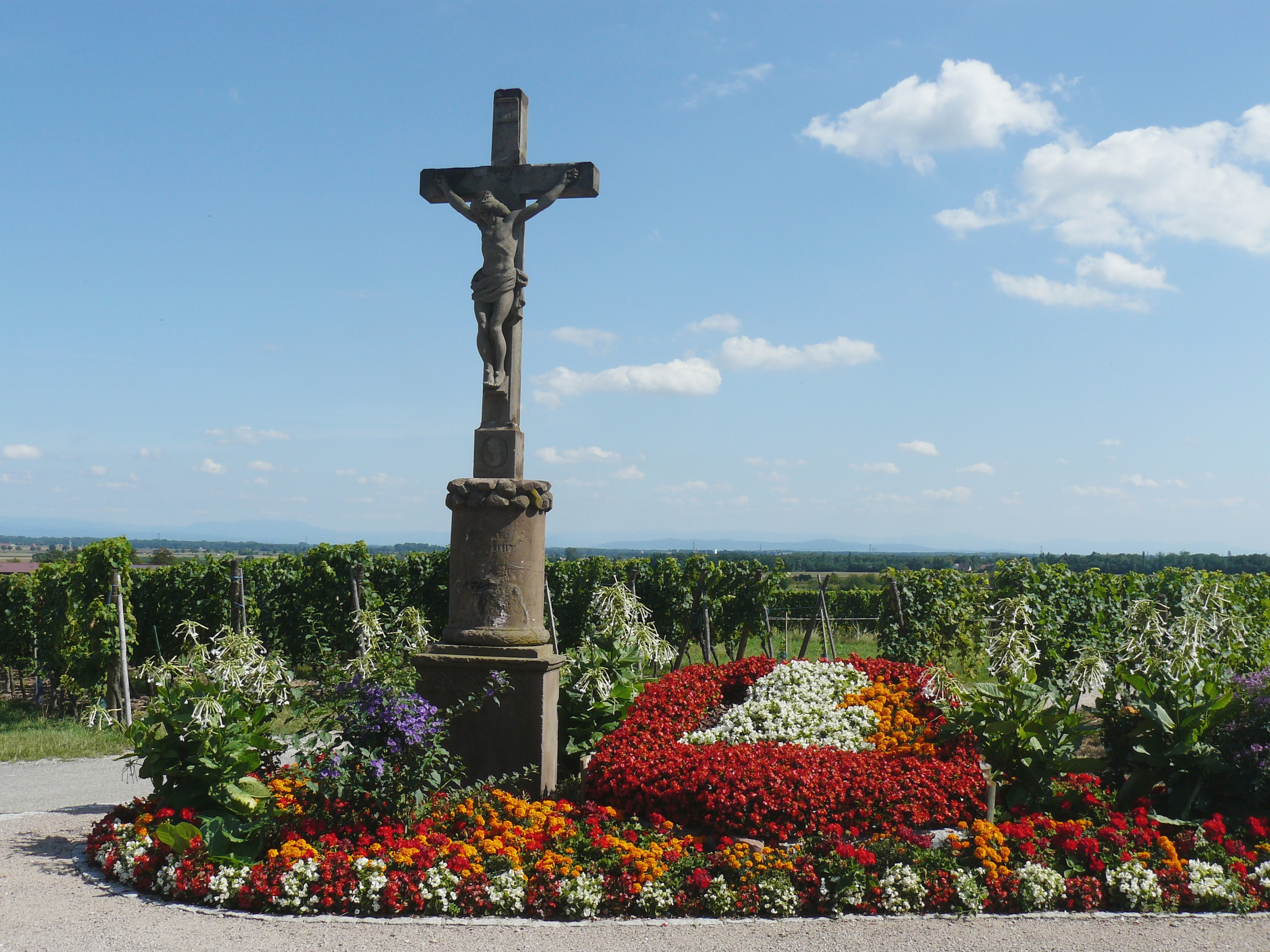
Calvaire.

Fontaine de l'Ours (Stockborne), de forme octogonale surmontée d'un ours, de style Renaissance, 1583. La date figure sur la fontaine.

### LeBadehausous'Bādhiesel(maison des Bains)
Construit au XVIIe siècle parmi le vignoble, comportait deux bassins en pierre au rez-de-chaussée et des baignoires à l'étage. Les enfants rachitiques étaient amenés en ce lieu pour trouver guérison dans une eau qui pourtant ne possède aucune qualité particulière.

### Le château du Bernstein
Château de Bernstein (ruines) inscrit sur l'inventaire supplémentaire des monuments historiques par arrêté du 12 décembre 1932.

### La synagogue
Une première synagogue a été construite au XVIIe siècle mais était dans un tel état de délabrement au XIXe siècle qu'elle a été remplacée par l'édifice actuel en 1866. La synagogue est pillée et saccagée par les officiers allemands de la Wehrmacht en 1940, et son patrimoine est confisqué en 1941. Deux grandes plaques de grès en plein cintre autour de l’ouverture carrée, en haut du pignon, composant la décoration extérieure, ont été l’une martelée l’autre arrachée durant la Seconde Guerre mondiale, dans laquelle la communauté disparaît. La synagogue est vendue à la commune en 1947.
L’édifice, tourné vers l’orient, se compose d’un vaisseau de plan rectangulaire mesurant 12 x 23 m, suivi d’un sanctuaire de 3 x 6,30 m. L’édifice s’ouvre par un porche à l’ouest, lequel donne accès à la synagogue et à deux espaces dont l’un sert de cage d’escalier à la tribune des femmes. La face principale est dotée de nombreux bandeaux horizontaux et de colonnes d’ordre dorique grec laissant apparaître les divisions intérieures des espaces. Cette façade est éclairée par des baies droites de diverses grandeurs. L’édifice est éclairé par deux niveaux de fenêtres doubles sur les six travées des faces longitudinales. Les élévations sont elles aussi très bien marquées par un bandeau à hauteur du plancher de la tribune et de piles d’angles assez saillantes divisant chaque travée. À l’intérieur du vaisseau, l’almemor ou bima est situé près du sanctuaire. La tribune affecte un plan en U et occupe une largeur de 4 m. En revanche, le sanctuaire est masqué par une colonnade de style dorique sur deux niveaux. Le tabernacle placé à l’arrière est masqué par d’amples rideaux. Apparemment, la partie supérieure aux deux colonnes cannelées – surmontée d’un fronton – devrait faire office de chaire à prêcher. Celle-ci est entourée de deux motifs décoratifs portant les Tables de la Loi. Un espace voûté en berceau et doté de plusieurs ouvertures placé en dessous du sanctuaire est destiné à un bain rituel ou mikvé comme le confirme le projet. La synagogue est inaugurée le 10 juillet 1867. Elle est considérée à cette date comme l’un des plus grands et des plus beaux temples israélites du département.
En 2012, lors de la restauration de la synagogue pour sa transformation en salle de spectacle, des travaux d'installation d'un système de climatisation permettent la découverte dans le plancher des combles, d'une genizah où ont été déposés du XVIe siècle au XXe siècle de nombreux documents ou objets religieux ou profanes de la communauté qui permettent un regard exceptionnel sur sa vie durant cinq siècles.

### Autres monuments

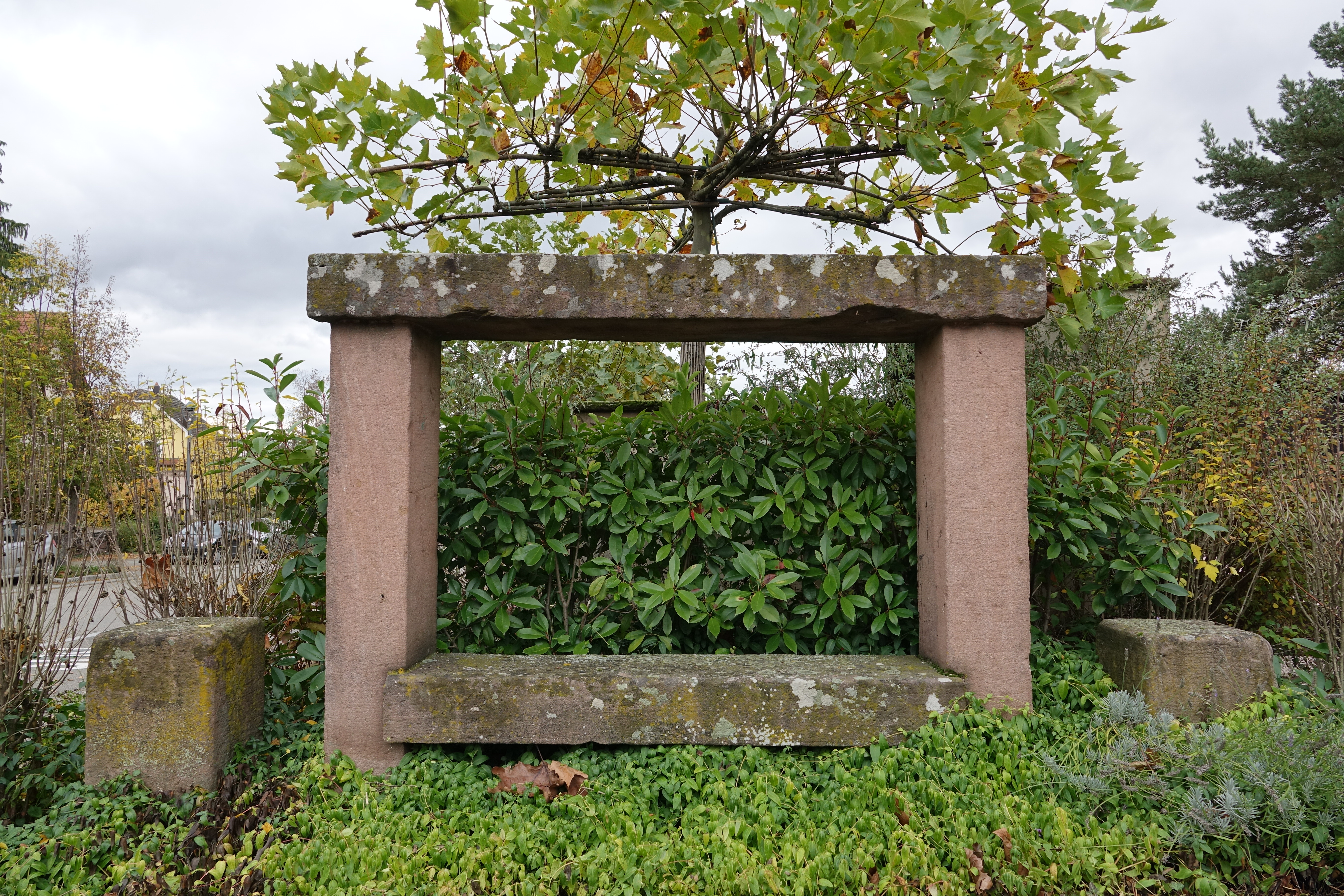
Le Banc-reposoir[47].
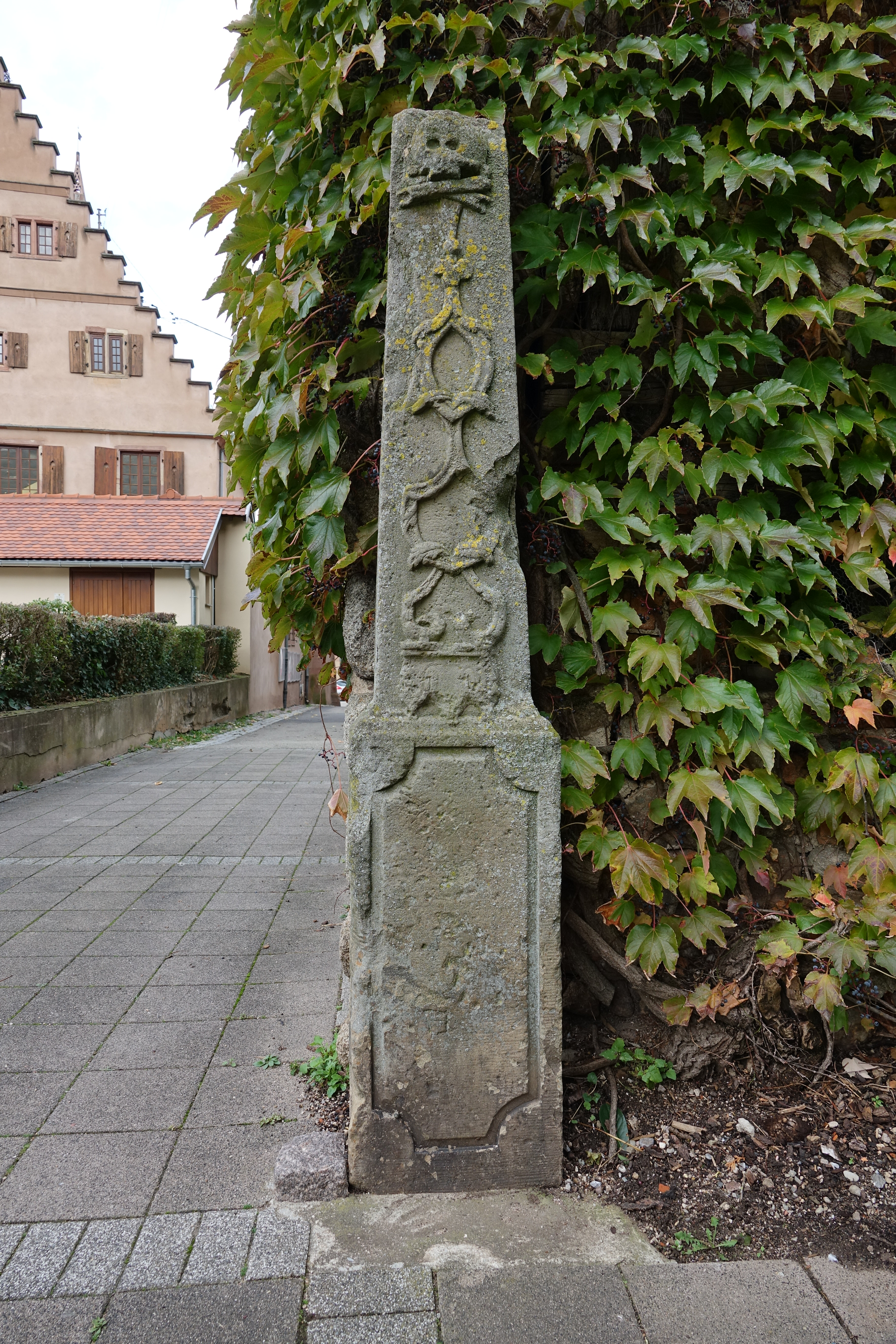
Colonne près de l'église.
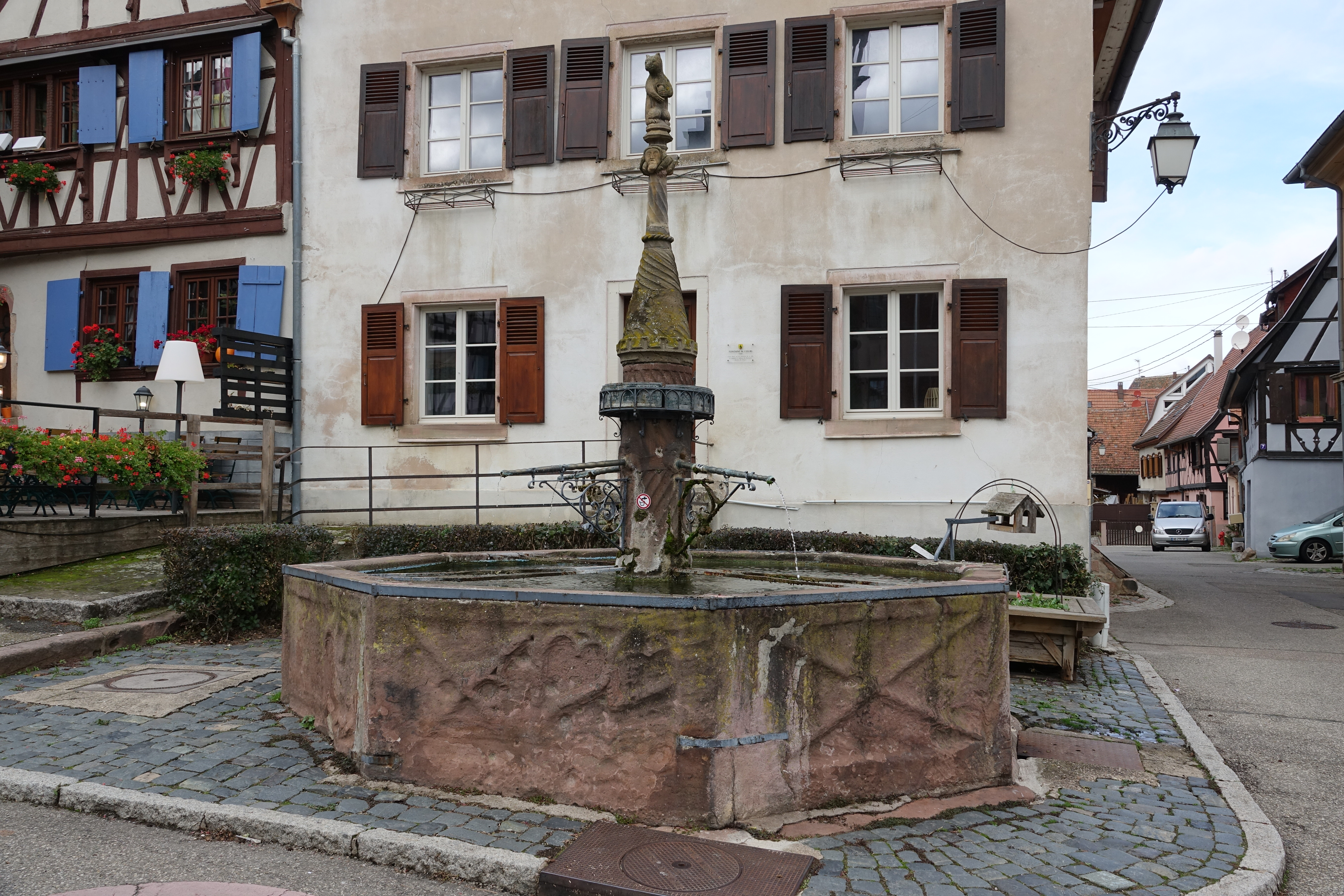
Fontaine de la place du Marché.
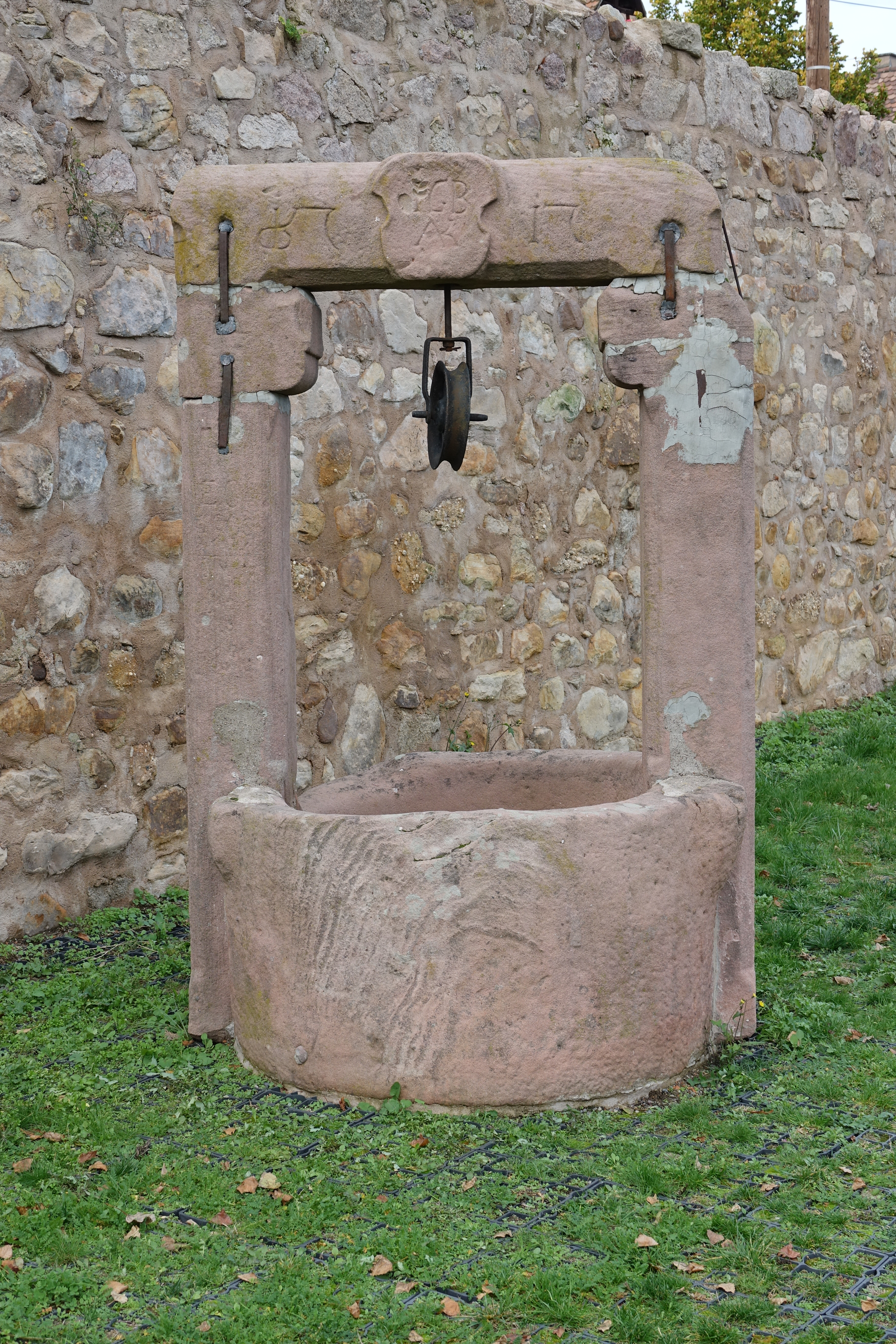
Puits sur la route des Vins.
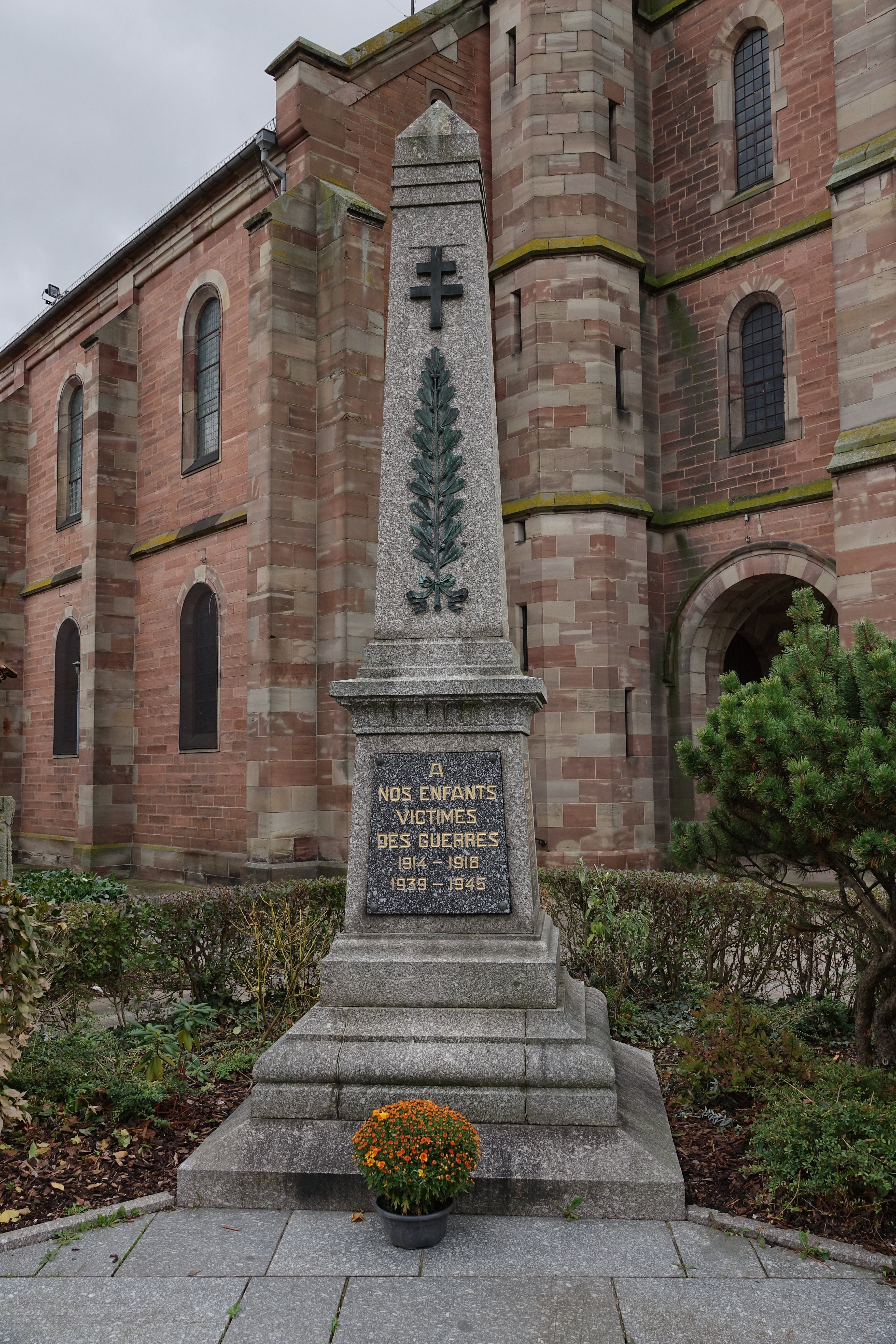
Monument aux morts à côté de l'église.

## Personnalités liées à la commune
- Auguste Braun, général français.

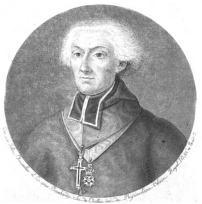
Le baron Zaepffel, évêque de Liège, chevalier de la Légion d'honneur.

- Félix Schürr, missionnaire catholique ;
- Famille Burrus.
- Jean-Évangéliste Zaepffel (3 décembre 1735 à Dambach-la-Ville - † 17 octobre 1808 à Liège), homme d'Église français des XVIIIe et XIXe siècles. Il était « le premier évêque du nouveau diocèse de Liège, ou le 100e évêque de Liège, si l'on suit l'ancienne chronologie ».
- Léon Geismar : gouverneur général de l'Afrique occidentale française.
- Gédéon Geismar : général de brigade (une rue de la ville porte son nom).
- Max Hymans : ministre, grand résistant et président d'Air France.
- Théophile Bader, fondateur des Galeries Lafayette.
- Léon Kann (1859-1925), sculpteur art nouveau.

## Jumelages
- Wemding (Allemagne) depuis 1988.